# Renaissance italienne
Pour les articles homonymes, voir Renaissance (homonymie).
La Renaissance italienne (en italien : Rinascimento) amorce la Renaissance, une période de grands changements culturels en Europe qui couvre plus d’un siècle (de la fin du XIVe siècle, dit Trecento, jusqu’à la fin du XVIe siècle, dit Cinquecento). Elle est implicitement italienne (il Rinascimento), puisque ce pays fut son foyer de rayonnement pour l'Europe entière, dans une perspective d'universalité.
La Renaissance italienne a commencé dans une période de grandes réalisations et de changements culturels en Italie qui a duré de la fin du XIVe jusqu’au début du XVIe siècle, constituant la transition entre le Moyen Âge et l'Europe moderne.
Les origines du mouvement remontent au début du XIVe siècle, principalement dans la sphère littéraire, bien que certaines de ses caractéristiques fondamentales soient également détectées de manière naissante dans le patronage, l'intellectualisme et la curiosité pour la culture classique. Cependant, de nombreux aspects de la culture italienne restent dans leur état médiéval et la Renaissance ne se développe pleinement qu'à la fin du siècle.
Le mot Renaissance a une signification explicite, représentant l'intérêt renouvelé de la période pour la culture de l'Antiquité classique, après ce qu'on a appelé juste là les « âges sombres » . Ces changements, bien qu'importants, ont été concentrés dans les classes supérieures et pour la grande majorité de la population, la vie a peu changé par rapport au Moyen Âge.
La Renaissance italienne a débuté dans la région de Toscane, avec son épicentre dans les villes de Florence et Sienne. Elle a un impact majeur sur Rome , ornée de quelques bâtiments de style ancien, puis profondément remaniée par les papes du XVIe siècle. L'apogée du mouvement se situe à la fin du XVe siècle, alors que des envahisseurs étrangers plongent le pays dans le chaos. Cependant, les idées et les idéaux de la Renaissance se sont répandus dans le reste de l'Europe, rendant possible les Renaissances espagnole , française, nordique et anglaise.
Chaque région ou presque a développé un style propre, s'enrichissant des apports des « grands » de passage dans leur cité mais préservant une « manière » de peindre, un « style » régional, qui distingue les différentes écoles.
La Renaissance italienne est connue pour ses réalisations culturelles comprenant des créations littéraires avec des écrivains tels que Petrarque, Castiglione et Machiavel, des œuvres d'art de Michel-Ange, Raphael, Léonard de Vinci et de grandes œuvres d'architecture, comme Santa Maria del Fiore à Florence et la basilique Saint-Pierre à Rome.

## Apparition de la notion de Renaissance
Le terme « renaissance » est en fait un terme moderne qui devient courant au XIXe siècle dans les travaux d’historiens comme Jacob Burckhardt
Dans les écrits de la fin du Moyen Âge, l'idée d'une rinascita (renaissance) correspond à un courant plutôt qu'à une période, orienté vers un retour à l'éducation classique, entraînant une impression exaltante de renouveau touchant aussi bien la morale que les activités politiques et artistiques.
Selon l'historien Jean Delumeau, le mot Renaissance nous est venu d'Italie et concernait le domaine des arts. Giorgio Vasari a employé le terme « Rinascita » en 1568 dans Le vite de' più eccellenti pittori, scultori e architettori. Le sens du mot Renaissance s'est progressivement élargi.
Le terme de « Renaissance » en tant qu'époque et non plus pour désigner un renouveau des lettres et des arts, a été utilisé pour la première fois en 1840 par Jean-Jacques Ampère dans son Histoire littéraire de la France avant le XIIe siècle puis par Jules Michelet en 1855 dans son volume consacré au XVIe siècle La Renaissance dans le cadre de son Histoire de France. Ce terme a été repris en 1860 par l'historien de l'art suisse Jacob Burckhardt (1818-1897) dans son livre Culture de la Renaissance en Italie.
Suivant les historiens de l'art, la Renaissance commencerait au Duecento (XIIIe siècle) ou au Trecento (XIVe siècle) par une période dite de Pré-Renaissance. Selon l'historien de l'art Jacob Burckhardt, cette Renaissance avant l'heure commence dès le XIe siècle en Toscane et se diffuse le siècle suivant jusqu'en Provence et en Italie centrale et se poursuit par la Première Renaissance au Quattrocento.
Elle se transforme en Haute Renaissance au début du Cinquecento (entre 1500 et 1530), suivie du maniérisme ou Renaissance tardive qui va de 1520 (mort de Raphaël) pour se terminer en 1580.

## Contexte historique

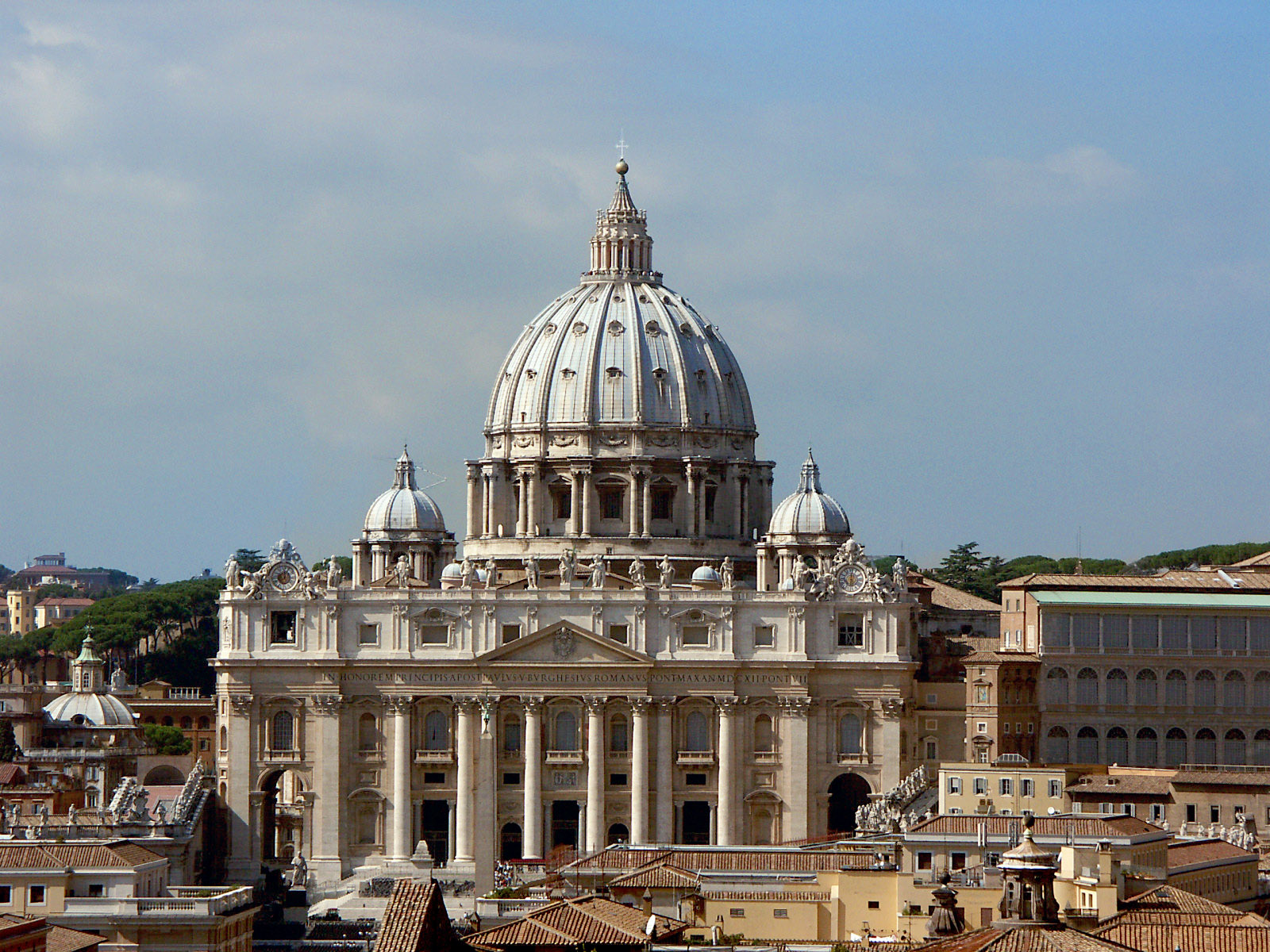
La basilique Saint-Pierre et son dôme, vue depuis le château Saint-Ange.

La Renaissance marque la transition entre le Moyen Âge et l’Époque moderne en Europe. Bien que l’on date les origines d’un mouvement de mécénat et d’effort intellectuel cantonné au milieu instruit à la première moitié du XIVe siècle, beaucoup d’aspects de la culture et de la société italienne restent largement médiévaux. L’époque est surtout connue pour son retour à la culture classique antique après ce que les humanistes de la Renaissance nomment l’Âge sombre. Ces changements, bien qu’importants, ne se produisent que dans les plus hautes couches de la société, et pour la grande majorité de la population la vie quotidienne reste peu différente de celle au Moyen Âge, même si l'essor de la bourgeoisie marchande a permis d'élargir l'accès à la prospérité, ce qui contraste avec la plus triste condition de l'Europe dans le Haut Moyen Âge.
La Renaissance italienne est d'abord un phénomène économique qui s'amorce dès le XIIe siècle à la suite de la première croisade. Les routes commerciales de l'Orient s'ouvrent aux marchands européens, et l'Italie, au centre de la Méditerranée, devient la plaque tournante du commerce entre l'Europe et l'Asie. Les cités marchandes italiennes s'enrichissent grâce au commerce de la soie et des épices. Un système bancaire moderne se crée et une nouvelle classe sociale voit le jour : la bourgeoisie. Le Florin (devise de Florence) devient la monnaie internationale du bas Moyen Âge. Cette richesse amène les cités italiennes (indépendantes et fières) à rivaliser entre elles dans le domaine de la culture des arts et des sciences. Chaque prince, pour apparaître plus puissant que son voisin, est prêt à dépenser des fortunes pour avoir les meilleurs artistes et les plus beaux monuments.
La Renaissance italienne prend racine en Toscane (Italie Centrale), concentrée autour de Florence et Sienne. Le mouvement a ensuite des répercussions importantes dans d'autres villes italiennes dont Venise puis Rome qui est grande partie reconstruite par les papes des XVe et XVIe siècles. Pendant les invasions étrangères qui meurtrissent la région (voir guerres d'Italie) les idées et idéologies de la Renaissance se répandent dans toute l’Europe, déclenchant la Renaissance au nord à Fontainebleau et Anvers et la Renaissance anglaise.
On connaît de la Renaissance les œuvres littéraires, entre autres, de Pétrarque, Castiglione et Machiavel (voir littérature française du XVIe siècle) ; les travaux d’artistes comme Michel-Ange, Léonard de Vinci ou encore Raphaël (voir art de la Renaissance), et les grands travaux architecturaux, comme le Dôme de Florence et la basilique Saint-Pierre à Rome (voir architecture Renaissance). D’autre part, les historiens considèrent que la fin du XVIe siècle en Italie s’est accompagnée d’une régression économique et de très peu de progrès en science, ce qui a permis l'essor de la culture protestante au XVIIe siècle.
Les raisons de la fin de l'hégémonie italienne dans le commerce et les sciences sont principalement dues au changement des routes commerciales après la découverte de l'Amérique. Le rôle de la mer Méditerranée se marginalise de plus en plus, les nations de l'océan Atlantique profitent mieux des nouveaux équilibres géopolitiques, d'abord l'Espagne et le Portugal, mais ensuite surtout la France, l'Angleterre, les Pays-Bas, et en général les nations du nord de l'Europe. La réforme protestante a probablement joué un rôle dans le renouveau politique et économique des nations du nord.

## Origines

### L'Italie du Nord et la Toscane à la fin du Moyen Âge

Les états de l'Italie en 1494.

À la fin du Moyen Âge, le sud de l'Italie et Rome par deux fois centre de l’Empire romain, sont plus pauvres que le reste de l'Italie. Rome est presque en ruines, et la région des États pontificaux est administrée avec laxisme, peu réglementée et ordonnée. En effet, la résidence du pape a été déplacée à Avignon sous la pression du roi de France Philippe le Bel.
Toutefois Rome, dès le XVe siècle, atteint la même splendeur des autres cités d'Italie centrale (Pérouse, Assise, Spolète, Orvieto, Urbino). Rome devient, après Florence, un des hauts lieux de la Renaissance italienne.
Par contre le sud, passé par plusieurs dominations étrangères, ne connaît pas, à cette époque, le même renouveau économique et artistique, avec quelques exceptions comme la cité marchande d'Amalfi. On peut aussi considérer comme précurseur des idéaux de la Renaissance le grand raffinement de la cour de Palerme au XIIIe siècle sous Frédéric II surnommé stupor mundi. Un certain renouveau artistique a eu lieu par la suite aussi à Naples sous Alphonse d'Aragon au XVe siècle, mais en général le sud de l'Italie reste à l'écart des bouleversements économiques et sociaux de la Renaissance.

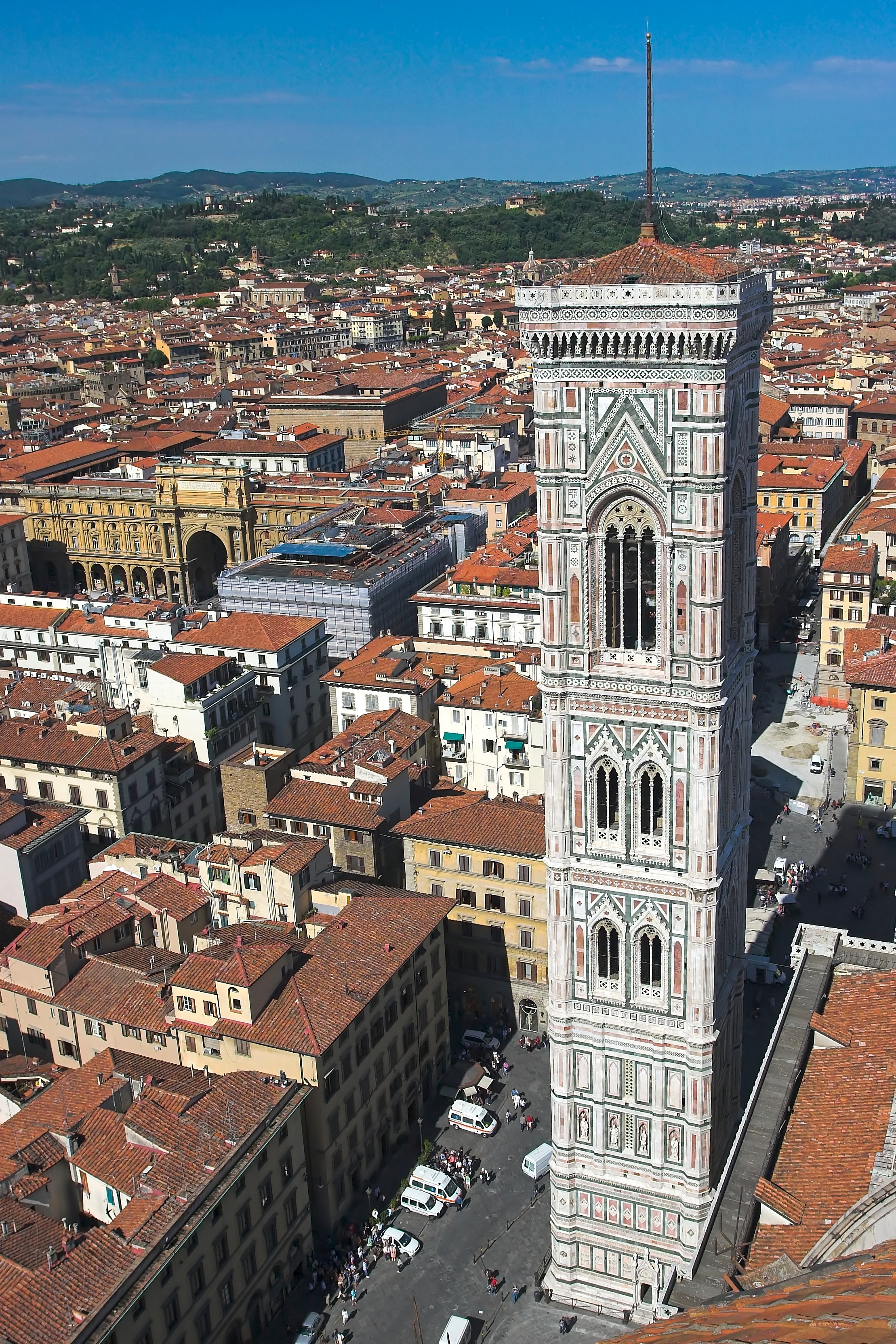
Campanile de Giotto de Santa Maria del Fiore (Florence).

Les États du centre et du nord de l'Italie, plus prospères, comptent parmi les plus riches d’Europe. Les croisades ont tissé des liens commerciaux durables avec le Levant, et la quatrième croisade a éliminé l’Empire byzantin, rival commercial des Vénitiens et des Génois. Les principales routes de commerce venant de l’est traversent l’Empire byzantin ou les pays arabes et vont jusqu’aux ports de Gênes, Pise et Venise. Les marchandises de luxe comme les épices, les colorants et la soie sont achetées en Orient, importées en Italie puis revendues à travers l’Europe. De plus, les cités-États à l’intérieur des terres profitent de la riche région agricole de la vallée du Pô. Les routes terrestres et maritimes apportent de la laine, de la farine et des métaux précieux de France, d’Allemagne et des Pays-Bas par le biais des foires de Champagne. Le vaste commerce qui s’étend de l’Égypte jusqu’à la mer Baltique génère des excédents qui rendent possibles de considérables investissements dans les exploitations minières et l’agriculture. Ainsi, bien que l'Italie ne détienne pas plus de ressources que beaucoup d’autres parties de l’Europe, le niveau de développement, stimulé par le commerce, lui permet de prospérer. Florence devient l’une des plus riches villes de l’Italie, en grande partie grâce à sa production de laine textile sous la surveillance de la guilde commerciale dominante, la corporation Arte della Lana. La laine est importée d’Europe du Nord et d’Espagne à partir du XVIe siècle et les colorants venant d’Orient sont utilisés pour fabriquer des textiles de grande qualité.
Ces routes commerciales italiennes, qui se déploient sur toute la Méditerranée et au-delà, véhiculent aussi la culture et la connaissance. Durant la période médiévale, les travaux incarnant l’éducation classique des Grecs se sont répandus peu à peu en Europe occidentale, à travers les traductions et les traités arabes, depuis Tolède et Palerme. C’est par les croisades que se fait le premier contact de l’Europe avec l’éducation classique, préservée par les Arabes, mais l'événement le plus marquant est la Reconquista espagnole au XVe siècle, dont résultent les traductions de textes arabes par les spécialistes de l’école de Salamanque. La pensée scientifique, philosophique et mathématique entre en Italie par l'Égypte et le Levant. Éléments déclencheurs des nouvelles études linguistiques de la Renaissance, des textes grecs et les érudits capables d’apprendre aux Italiens à les lire arrivent de Constantinople après sa conquête par les forces ottomanes en 1453 dans les académies de Florence et Venise, qui renaissent de leurs cendres,. Les érudits humanistes cherchent dans les bibliothèques monastiques d’anciens manuscrits et retrouvent Tacite et d’autres auteurs latins ; avec la redécouverte de Vitruve, les principes architecturaux de l’Antiquité peuvent à nouveau être observés, et les artistes de la Renaissance sont encouragés, dans l’optique de l’optimisme humaniste, à surpasser les Anciens, parmi lesquels Apelle.

### LeXIIIesiècle, période de prospérité
L’Europe connaît un bond économique global au XIIIe siècle. Les routes commerciales des états italiens s’allient aux ports de la Méditerranée et finissent par créer un réseau économique en Europe avec la Hanse, pour la première fois depuis le IIIe siècle. Les cités États d’Italie croissent énormément durant cette période et gagnent en puissance, devenant de ce fait entièrement indépendantes du Saint-Empire romain germanique. Dans le même temps, les infrastructures commerciales modernes voient le jour : sociétés par actions, système bancaire international, marché des changes systématisé, assurance et dette publique. Florence devient le centre de cette industrie financière, propulsant le florin au statut de devise principale du commerce.

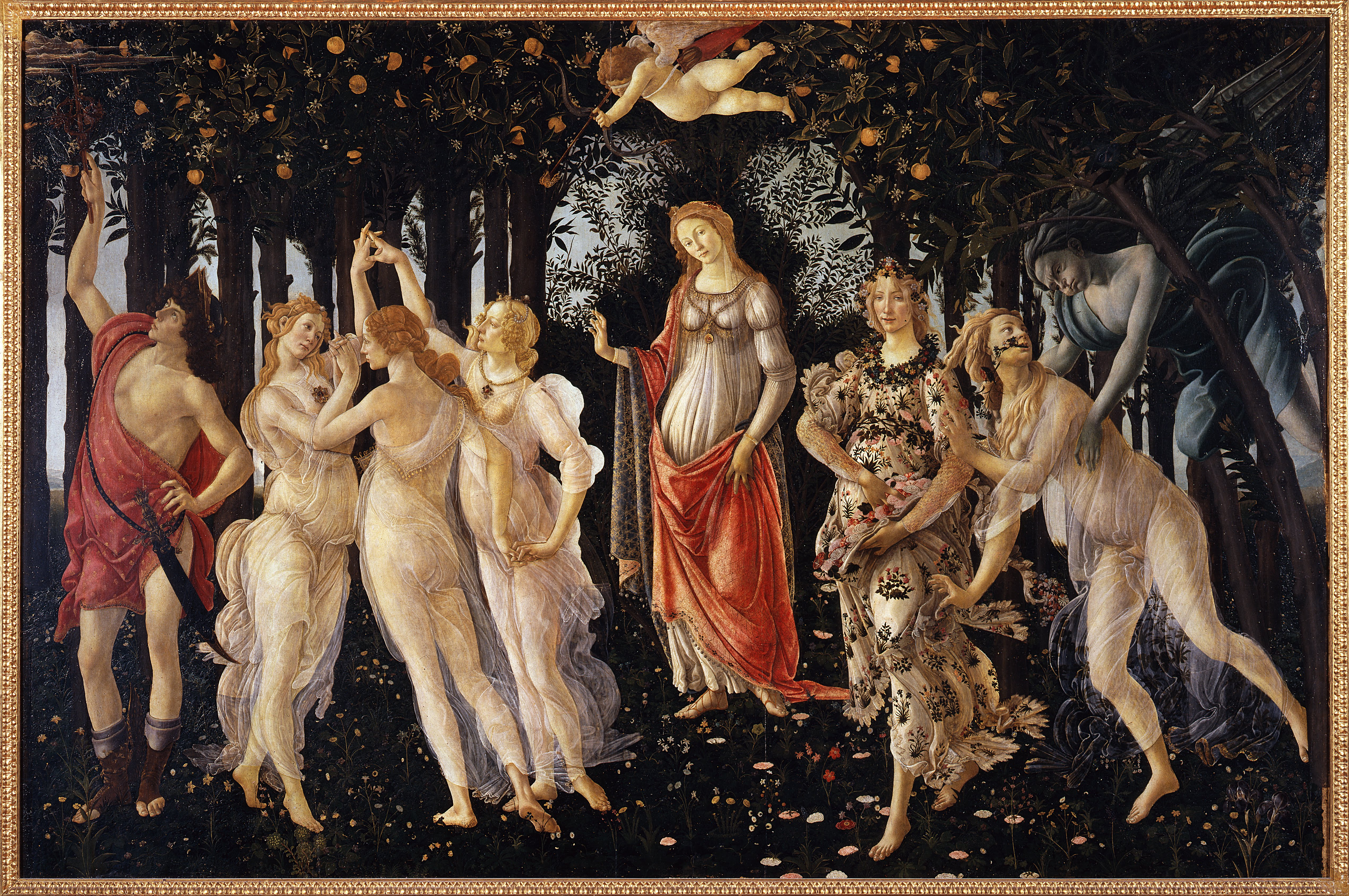
Printemps de Botticelli.

Une nouvelle classe dominante émerge, constituée de marchands qui gagnent leur situation par leurs compétences financières, adaptant à leur profit le modèle aristocratique féodal qui a dominé l’Europe au Moyen Âge. La montée en puissance des communes en Italie est une particularité du Moyen Âge tardif, celles-ci accaparant le pouvoir des évêques et des seigneurs locaux. Dans une grande partie de la région, la noblesse terrienne est beaucoup plus pauvre que les patriarches des villes : la croissance inflationniste de l’économie médiévale laisse les propriétaires sur la paille. Le développement du commerce au début de la Renaissance accentue cet aspect. Le déclin du féodalisme et la croissance urbaine influent l’un sur l’autre ; par exemple, la demande de produits de luxe engendre une croissance du marché, enrichissant de nombreux négociants qui, à leur tour, demandent plus de produits de luxe. Ces changements donnent aussi aux marchands un contrôle presque total des gouvernements des cités-États, mettant encore en avant le commerce. Un des effets les plus importants de ce contrôle politique est la sécurité : dans un système féodal, ceux qui deviennent extrêmement riches courent constamment le risque de se brouiller avec la monarchie et de voir leurs terres confisquées (c’est le cas de Jacques Cœur en France). Les états du nord gardent aussi beaucoup de lois médiévales qui entravent le commerce, dont les lois contre l’usure et l’interdiction de négocier avec des non-chrétiens. Dans les cités-États d’Italie, ces lois sont abrogées ou réécrites.

### L’effondrement duXIVesiècle
Le XIVe siècle voit une série de catastrophes précipiter l’Europe vers une récession économique. La « période médiévale chaude » se termine, et commence le petit âge glaciaire. Ces changements climatiques provoquent une baisse significative du rendement agricole, conduisant à des famines répétées, accentuées par la croissance rapide de la population au début du siècle. La Guerre de Cent Ans entre la France et l’Angleterre perturbe le commerce de l’Europe au nord-ouest ; quand, en 1345, le roi Édouard III d'Angleterre nie ses dettes, il contribue à la faillite des banques de Bardi et Peruzzi, les deux plus importantes de Florence. Le commerce est également perturbé à l’est par l’expansion de l’Empire ottoman. La peste noire est cependant la catastrophe la plus dévastatrice. Décimant la population dans les villes densément peuplées d’Italie, elle frappe plusieurs fois, par intermittence. Florence, par exemple, dont la population avant l’arrivée du fléau était de 45 000 habitants, se voit réduite de 25 à 50 % en 47 ans,. Un trouble général s’ensuit, incluant une révolte des ouvriers du textile florentins, les ciompi, en 1378.
C’est pendant cette période d’instabilité qu’apparaissent les premières figures de la Renaissance, comme Dante et Pétrarque, et les premières inspirations artistiques de la Renaissance se manifestent durant la première moitié du XIVe siècle, notamment dans le réalisme de Giotto. Paradoxalement, certains de ces désastres ont participé à édifier le courant de la Renaissance. En décimant plus d’un tiers de la population européenne, la peste noire laisse derrière elle une population plus riche, mieux nourrie, et qui a incontestablement plus d’argent à dépenser en produits de luxe comme l’art et l’architecture. Tandis que les effets du fléau commencent à décliner au début du XVe siècle, la population anéantie connaît une nouvelle croissance démographique, renouvelant la demande de produits et de services. Le nombre de personnes capables de les fournir étant réduit, les classes les plus basses sont remises en valeur. De plus, cette demande crée également une classe florissante de banquiers, marchands et artisans qualifiés. Les horreurs de la Peste Noire et l’incapacité de l’Église à apporter du réconfort lui font perdre son emprise. En outre, l’effondrement des banques de Bardi et Peruzzi permet aux Médicis de gagner de l'influence à Florence. Le médiéviste américain Roberto Sabatino Lopez affirme que la dépression économique est un facteur essentiel de la naissance du courant de la Renaissance. Selon lui, si l’époque avait été plus prospère, les hommes d’affaires auraient rapidement réinvesti leurs gains afin de gagner encore plus d’argent dans un climat favorable à l’investissement. À l’inverse, durant les années les plus difficiles du XIVe siècle, les plus riches ont peu de perspectives d’investissement pour leur capital et préfèrent en dépenser en culture et en art.
Contrairement aux textes romains, qui ont été conservés et étudiés en Europe occidentale depuis l'Antiquité tardive, l'étude des textes grecs anciens était très limitée dans l'Italie médiévale. Les ouvrages de la Grèce antique sur les sciences, les mathématiques et la philosophie étaient étudiés depuis le Haut Moyen Âge en Europe occidentale mais les œuvres littéraires, oratoires et historiques grecques d'Homère, les dramaturges grecs, Démosthène et Thucydide) n'ont été étudiées au Moyen Âge que par des érudits byzantins. Certains historiens affirment que la Renaissance timouride à Samarcande était liée à l'Empire ottoman dont les conquêtes ont entraîné la migration d’érudits grecs en Italie,,,.
L'hypothèse avancée par l’historien Hans Baron est une autre explication répandue de l’avènement de la Renaissance italienne : la première cause de la Renaissance serait la longue série de guerres entre Florence et Milan (voir Guerres d'Italie). À la fin du XIVe siècle, Milan est devenue une monarchie centralisée sous le contrôle de la famille Visconti. Jean Galéas Visconti, qui dirige la ville de 1378 à 1402, est connu à la fois pour sa cruauté et son habileté à gouverner. Projetant de bâtir un empire en Italie du Nord, il lance une série de guerres. Milan conquiert ses États voisins et défait les diverses coalitions menées par Florence qui cherche en vain à stopper son avancée. Le point culminant est le siège de Florence en 1402, au moment où la ville semble sur le point de tomber, avant que Jean Galéas ne meure, laissant son empire s’effondrer derrière lui.

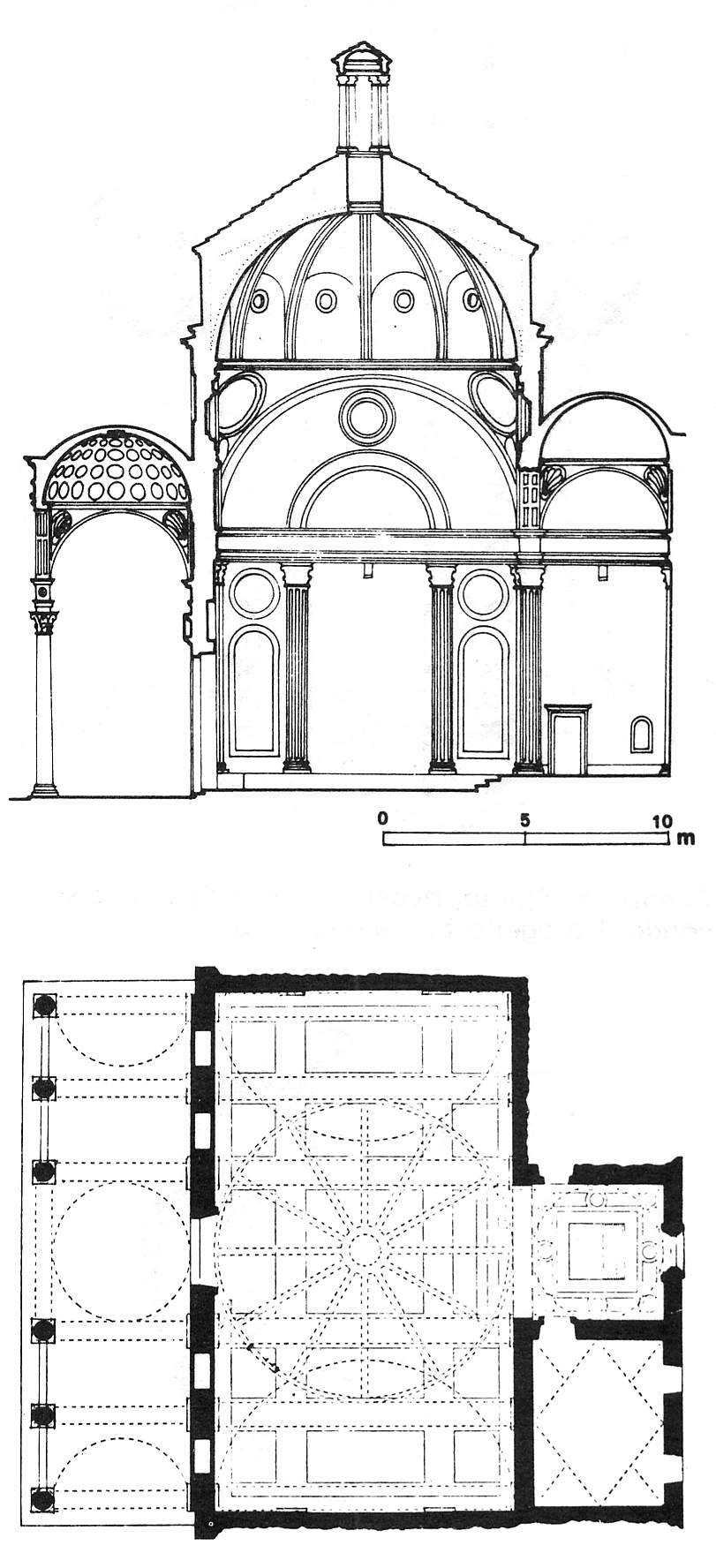
Plan de la chapelle des Pazzi de Filippo Brunelleschi.

D’après la thèse d’Hans Baron, durant ces guerres interminables, les personnalités politiques de Florence ont rallié le peuple en présentant la guerre comme un conflit entre la république libre et la monarchie despotique, entre les idéaux des Grecs et des Républiques romaines et ceux de l’Empire Romain et des royaumes du Moyen Âge. Leonardo Bruni est, selon Baron, la personnalité la plus impliquée dans la diffusion de cette idéologie. Baron affirme que la plupart des figures du début de la Renaissance sont apparues durant cette période de crise à Florence, comme Ghiberti, Donatello, Masolino et Brunelleschi, marqués par cette idéologie républicaine. Plus tard, ces derniers défendront avec d’autres les idées républicaines qui auront un énorme impact sur la Renaissance.

## Développement

### Relations internationales
L’Italie centrale et septentrionale est divisée en cités-États, parmi lesquelles Milan, Florence, Pise, Sienne, Gênes, Ferrare, Mantoue et Venise, qui sont les plus puissantes. Au Moyen Âge l’Italie du Nord est divisée par la longue bataille pour la suprématie entre les forces de la Papauté et le Saint-Empire romain germanique : chaque ville se prononce pour une des factions, mais des disputes internes éclatent entre les guelfes et les gibelins. Les guerres entre états sont monnaie courante et les invasions de l’étranger restreignent les sorties des empereurs romains germaniques. La politique de la Renaissance se développe sur cet arrière-plan. Depuis le XIIIe siècle, les armées étant constituées principalement de mercenaires, les cités prospères peuvent rassembler des forces considérables malgré leur faible population. Au cours du XVe siècle, les cités les plus puissantes annexent les cités voisines plus faibles. Florence prend Pise en 1406, Venise s’approprie Padoue et Vérone, tandis que le duché de Milan annexe un certain nombre de territoires alentour, dont Pavie et Parme.

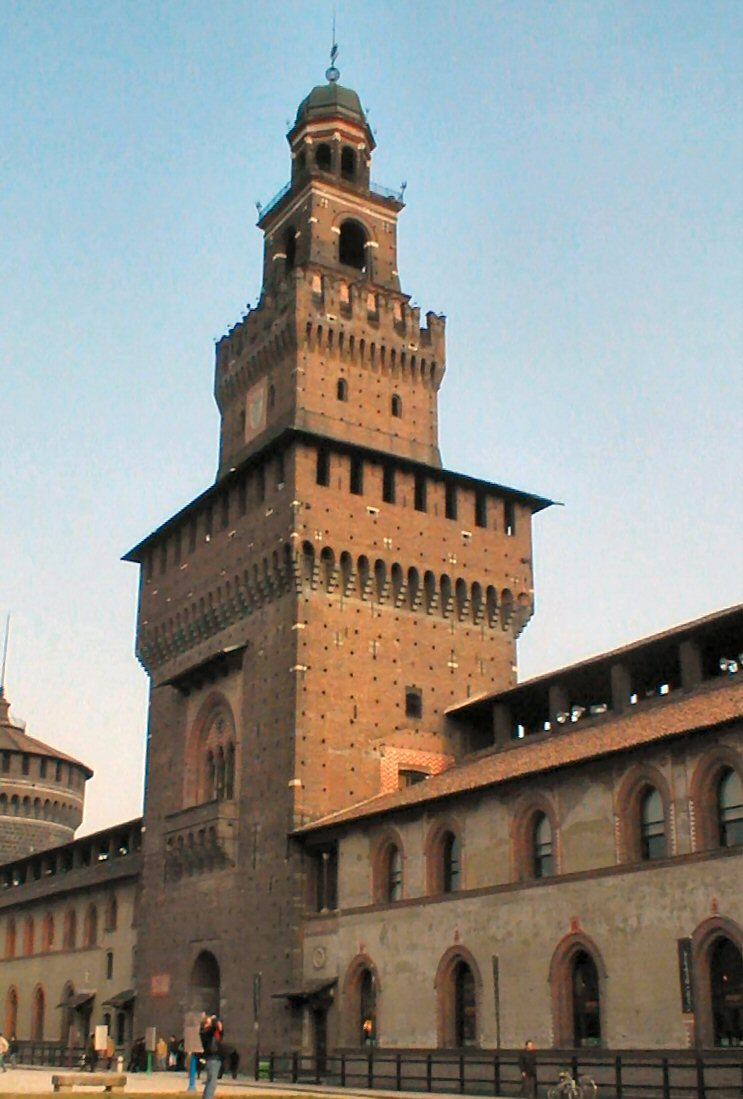
La Tour du Filarète du Château des Sforza à Milan.

Durant la première partie de la Renaissance se déroule une guerre quasi permanente sur terre comme sur mer entre les cités-États qui luttent pour la suprématie. Sur terre, ces guerres sont livrées principalement par des armées de mercenaires appelés condottières : ce sont des troupes de soldats en provenance de toute l’Europe, mais plus particulièrement d’Allemagne et de Suisse, bien souvent menées par des capitaines italiens. Ces mercenaires ne sont pas disposés à risquer leur vie outre mesure, et la guerre devient ainsi une guerre de sièges et de manœuvres, occasionnant peu de batailles rangées. Il est aussi dans l’intérêt des mercenaires des deux camps de prolonger les conflits pour assurer la pérennité de leur contrat. D’un autre côté, les mercenaires sont une menace constante pour leurs employeurs : s’ils ne sont pas payés, ils se retournent souvent contre leur patron. Lorsqu’il devient évident qu’un état est entièrement dépendant de ses mercenaires, ceux-ci sont tentés d’en prendre le contrôle et d'en assurer le fonctionnement eux-mêmes ; cela se produit d’ailleurs de nombreuses fois.
La neutralité est maintenue avec la France, qui se retrouve entourée d'ennemis lorsque l'Espagne conteste la revendication de Charles VIII sur le royaume de Naples. La paix avec la France a pris fin lorsque Charles VIII a envahi l'Italie pour s'emparer de Naples.
En mer, les cités italiennes investissent beaucoup de flottes dans les batailles. Les principaux antagonistes sont Pise, Gênes et Venise ; cependant, après une longue lutte, les Génois parviennent à soumettre Pise. Venise se montre un adversaire plus puissant, et bien que les deux villes soient de forces à peu près égales, la flotte génoise est battue durant la bataille de Chioggia à l’entrée de la lagune de Venise en 1380 ; Venise domine ainsi les mers. Tandis que ses domaines sur les rives de la mer Égée sont perdus au profit des Turcs et que le commerce sur la mer Noire lui est fermé, l’attention de Venise se tourne vers le continent, c'est le début de la Renaissance vénitienne.
Des décennies de combats sur le continent affirment Florence et Milan en tant que villes dominantes, et ces deux puissances mettent finalement de côté leurs différences et signent la Paix de Lodi en 1454, ramenant la région à un calme relatif pour la première fois depuis des siècles. Cet accord persistera durant les quarante années suivantes, et l’hégémonie incontestée de Venise sur les mers amène également à une paix sans précédent presque jusqu’à la fin du XVe siècle.
Au début de ce siècle, les aventuriers et les négociants, tels Nicolò de' Conti (1395-1469), voyagent jusqu’en Asie du Sud-Est et en reviennent avec des nouvelles fraîches sur la situation mondiale, présageant des voyages plus lointains des Européens dans les années à venir.

### Florence sous les Médicis

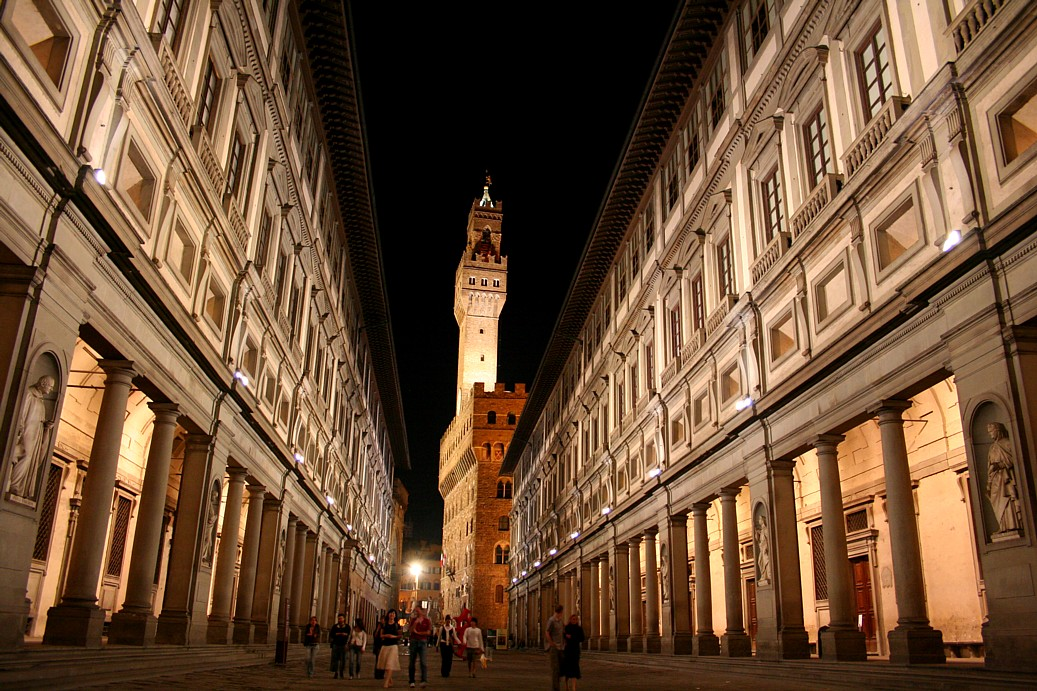
Galerie des Offices (Florence).

En 1293, les Ordonnances de justice ont été promulguées et sont devenues la constitution de la république de Florence tout au long de la Renaissance italienne. Les nombreux palais luxueux de la ville étaient entourés d'hôtels particuliers construits par la classe marchande toujours prospère. En 1298, l'une des principales familles bancaires d'Europe, les siennois Bonsignori, ont fait faillite et la ville de Sienne a donc perdu son statut de centre bancaire d'Europe au profit de Florence. Jusqu’à la fin du XIVe siècle, la famille Albizzi a été à la tête de Florence. Leurs principaux opposants sont les Médicis, d’abord sous Jean de Médicis, puis sous son fils Cosme. Les Médicis contrôlent la Banque des Médicis, qui est alors la plus importante banque européenne, et plusieurs autres entreprises à Florence et ailleurs. En 1433, la famille Albizzi parvient à faire exiler Cosme. Cependant, une Seigneurie pro-Médicis est élue l’année suivante et Cosme revient à Florence. Les Médicis prennent la tête de la ville, qu’ils garderont pendant trois siècles. Florence reste une république jusqu’en 1537, qui marque traditionnellement la fin de Renaissance à Florence, mais les Médicis et leurs alliés gardent une main de fer sur les instruments des institutions républicaines, excepté pendant de courtes périodes après 1494 et 1527. Cosme et Laurent n’occupent que rarement des postes officiels, mais sont les dirigeants incontestés de la ville.

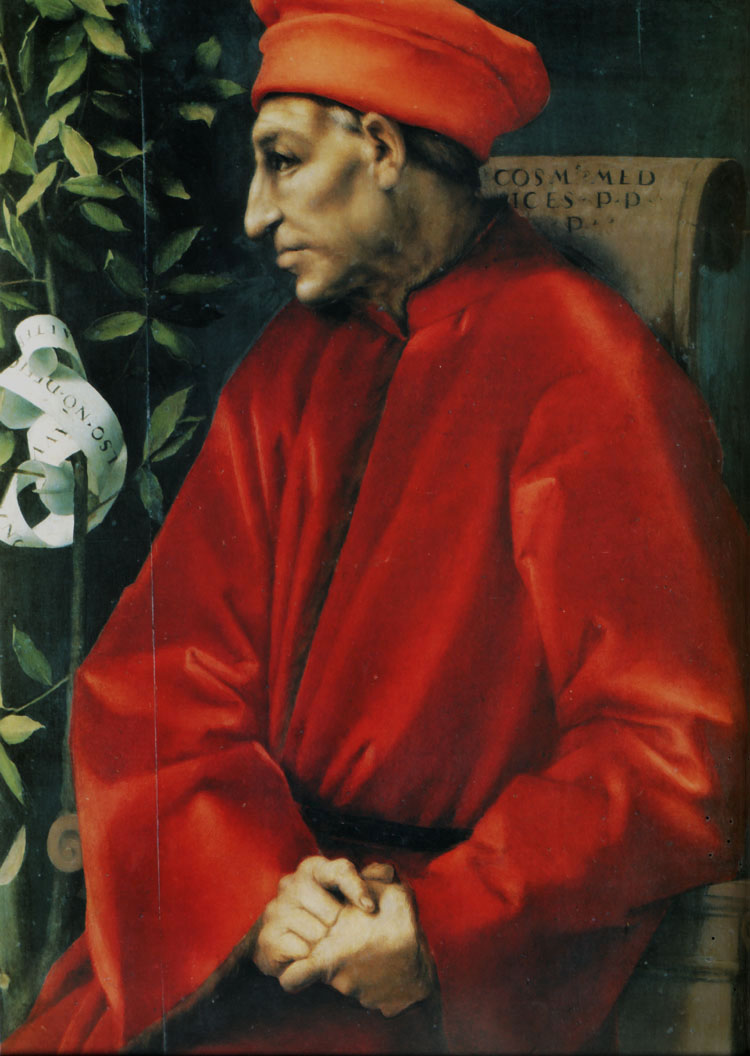
Cosme de Médicis dit « l'ancien ».

Cosme de Médicis est très populaire parmi les citoyens, principalement pour avoir apporté une ère de prospérité et de stabilité à la ville. Une de ses réalisations les plus importantes est la négociation de la Paix de Lodi avec François Sforza, mettant fin à des décennies d’une guerre contre Milan et apportant une stabilité à une grande partie de l’Italie du Nord. Cosme est aussi un important mécène, que ce soit directement ou indirectement, par l’exemple qu’il donne.
Lui succède son fils malade Pierre de Médicis, qui meurt cinq ans plus tard. En 1469 les rênes de la ville passent à Laurent, le petit-fils de Cosme, alors âgé de vingt-et-un ans, qui deviendra « Laurent le Magnifique ». Laurent est le premier membre de la famille à être instruit dès son plus jeune âge dans la tradition humaniste et est considéré comme l’un des plus grands mécènes de la Renaissance. Sous Laurent, les Médicis prennent officiellement le pouvoir à Florence avec la création d’un nouveau Conseil des Sept, que Laurent préside. Les institutions républicaines existent toujours, mais ont perdu toute autorité. Laurent est moins brillant en commerce que ses illustres prédécesseurs, ainsi l’empire commercial des Médicis s’érode lentement. Laurent perpétue l’alliance avec Milan, mais les relations avec la papauté se dégradent ; en 1478, des agents du Pape s’allient avec la famille Pazzi dans une tentative pour l’assassiner. Bien que la conjuration échoue, Julien, le jeune frère de Laurent, est tué. Cet assassinat raté déclenche une guerre avec la papauté et Laurent s’en sert pour se justifier de centraliser plus encore le pouvoir entre ses mains.

### L’expansion de la Renaissance

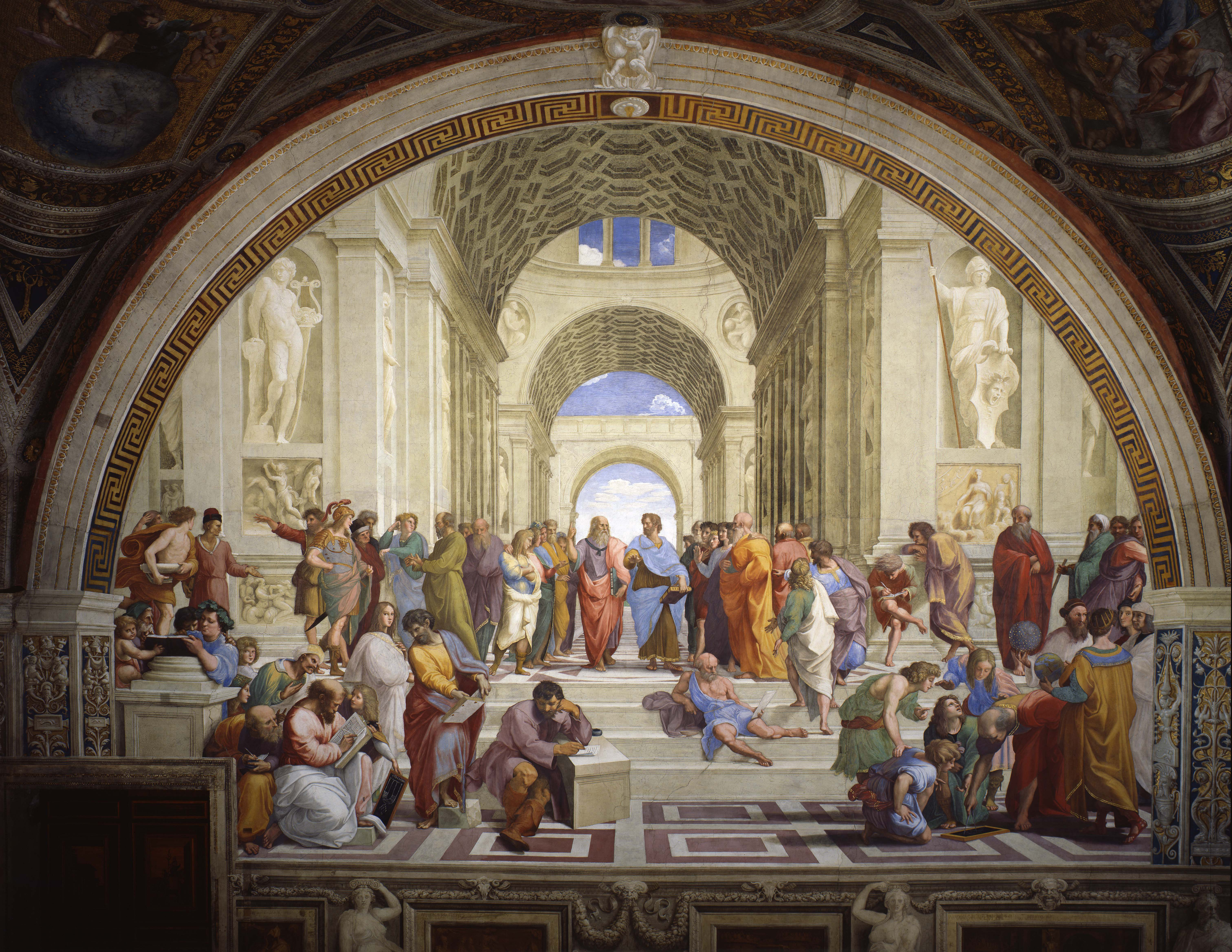
L'École d'Athènes (1510-1511)Fresque de Raphaël, Palais du Vatican.

Les idéaux de la Renaissance se répandent d’abord de Florence aux États voisins de Toscane, tels Sienne et Lucques. La culture toscane devient bientôt un modèle pour tous les États de l’Italie, et les Italiens de Toscane prédominent dans toute la région, notamment en littérature. Cependant, Florence n'est pas seule à inventer un style nouveau, dès le XIVe siècle, d'autres centres existent comme Sienne, Padoue, Venise, Vérone et Rimini. Leur nombre augmente au XVe siècle quand foisonnent des écoles régionales de haute qualité. En 1447, François Sforza arrive au pouvoir à Milan et métamorphose rapidement cette ville encore médiévale en un centre majeur d’art et d’apprentissage. Venise, qui est une des villes les plus riches de par sa domination de la mer Méditerranée, devient également un centre culturel, surtout en architecture. L'apparition de petites cours implante le mécénat dans des villes de moindre importance, qui développent leurs propres arts : Ferrare, Mantoue sous les Gonzague, Urbino sous Frédéric III de Montefeltro. À Naples, la Renaissance démarre par le mécénat d’Alphonse V d'Aragon qui a conquis Naples en 1443. Il soutient des artistes comme Francesco Laurana et Antonello de Messine, et des écrivains tels le poète Jacopo Sannazaro et l’érudit humaniste Ange Politien. Il se produit parfois des accidents graves qui remettent en question les conquêtes les plus récentes, comme la grande peste noire qui ravage l'Italie au milieu du XIVe siècle, touchant Florence , mais surtout Sienne qui voit disparaitre ses deux plus grands créateurs du moment, les fères Lorenzetti, affectant les thèmes et l'esprit de la peinture toscane pendant plusieurs décennies.
En 1417, la papauté est de retour à Rome, mais l'ancienne cité impériale demeure pauvre et en grande partie en ruines après les premières années de la Renaissance. La grande transformation commence sous le pontificat de Nicolas V, qui devient pape en 1447. Il lance un effort de reconstruction spectaculaire qui aboutira finalement au renouveau d'une grande partie de la cité. L'érudit humaniste Aeneas Silvius Piccolomini devient pape sous le nom de Pie II en 1458. À mesure que la papauté s'allie ou tombe sous le contrôle des riches familles, telles que les Sforza du duché de Milan, les Médicis à Florence, les Este à Ferrare et Modène, les Doria à Gênes, les Montefeltro à Urbin et les Borgia à Rome, l'esprit de la renaissance artistique et philosophique en vient à dominer la papauté. Aux XVe et XVIe siècles les plus grands artistes tels que Botticelli, Michel-Ange et Raphaël viennent s'installer à Rome. Ce dernier artiste fut missionné par le pape Jules II pour effectuer la décoration de plusieurs chambres du palais du Vatican. Cela va sans dire qu'il s'agit là d'une commande audacieuse puisque jusqu'à présent Raphaël n'avait réalisé que de petites fresques. Cela montre le pouvoir prédominant de la papauté sur les commandes artistiques au point de pousser les artistes à innover et à diversifier leurs techniques. Le pape Sixte IV poursuit l'œuvre de Nicolas, son ordre le plus connu concernant la construction de la chapelle Sixtine. Les papes deviennent également de plus en plus des gouvernants séculiers à mesure que les États pontificaux sont forgés au sein d'un pouvoir centralisé par une série de « papes de guerre ».
La nature de la Renaissance change également à la fin du XVe siècle. L'idéal de la Renaissance a été pleinement adopté par les classes dirigeantes et l'aristocratie. Au départ, les artistes de la Renaissance étaient vus comme des artisans avec peu de reconnaissance et de prestige. À la fin de la Renaissance, les grandes figures exercent une grande influence et peuvent exiger des honoraires importants. Un commerce florissant autour de l'art de la Renaissance se développe. Tandis qu'aux débuts de la Renaissance, de nombreux grands artistes étaient issus de basses ou petites classes sociales, ils devinrent au fur et à mesure fortunés et membres d'une classe à part entière .

### L'éducation humaniste
Alors que Dieu était au cœur de la pensée médiévale, la Renaissance place l'homme au centre de ses préoccupations.
À partir des années 1440, les souverains prennent l'habitude de donner une éducation humaniste à leurs enfants, mêlant les idéaux chevaleresques d'honneur et de gloire aux exemples de politique et de stratégie militaire empruntés à l'Antiquité. L'éthique de la Rome et de la Grèce antique leur donnait un cadre moral au sein duquel ils pouvaient bâtir leur vie publique et privée. L'humaniste étudiait la grammaire, la rhétorique, la poésie, l'histoire et la philosophie morale, et accordait une grande importance à la lecture des textes classiques en latin, langue de l'élite cultivée. Bon nombre de ces textes, redécouverts à la fin du Moyen Âge connaissent alors un regain d'intérêt sans précédent.

### La Renaissance et les classes sociales
En tant que courant culturel, la Renaissance italienne n’affecte qu’une petite partie de la population. Le nord et le centre de l'Italie sont les régions les plus urbaines d’Europe, et pourtant la population est encore constituée aux trois-quarts de paysans vivant dans les campagnes pour lesquels la vie ne diffère que très peu de celle du Moyen Âge. Mais les conditions de vie en Italie s'améliorent en général. Dans le nord de l'Italie, la société n’a jamais vraiment été féodale, et la plupart des paysans travaillent dans des fermes privées ou comme métayers. Selon certains spécialistes, la transformation des élites citadines en propriétaires terriens entraîne une tendance à la re-féodalisation.
La situation est différente dans les villes, qui sont dominées par une élite commerciale, aussi sélecte que l’aristocratie des royaumes médiévaux. Ce groupe constitue le principal mécène et le premier destinataire de la culture de la Renaissance. En deçà se trouve une importante classe d’artisans et de membres de guildes qui vivent confortablement et ont un pouvoir non négligeable sur les gouvernements républicains, au contraire du reste de l’Europe, où les artisans font véritablement partie des classes les plus basses. Lettré et instruit, ce groupe participe activement au développement de la culture de la Renaissance. Cependant, la population citadine est constituée en majorité de travailleurs semi-qualifiés ou sans emploi, sur lesquels la Renaissance n’a pas plus d’effet que sur les paysans. On trouve quelques exemples d’individus qui, partant d’un humble niveau, ont escaladé l’échelle sociale, mais Burke remarque deux études importantes dans cette région qui montrent que les données ne peuvent clairement attester d’une augmentation de la mobilité sociale. La plupart des historiens pensent que cette mobilité sociale était assez importante au début de la Renaissance, puis qu’elle a diminué durant le XVe siècle. Les inégalités dans la société sont très marquées.
La nature de la Renaissance change à la fin du XVe siècle. Ses idéaux sont pleinement adoptés par la classe dirigeante et l'aristocratie. Au début de la Renaissance, les artistes étaient encore considérés comme des artisans avec peu de prestige et de reconnaissance. Au début du XVIe siècle, les principaux artistes acquièrent une grande influence et devenir riches. Un commerce d'art florissant s'est développé. Alors qu'au début de la Renaissance, la plupart des principaux artistes appartenaient à la classe moyenne ou inférieure, ils sont devenus de plus en plus aristocrates.

### L'importance des cités

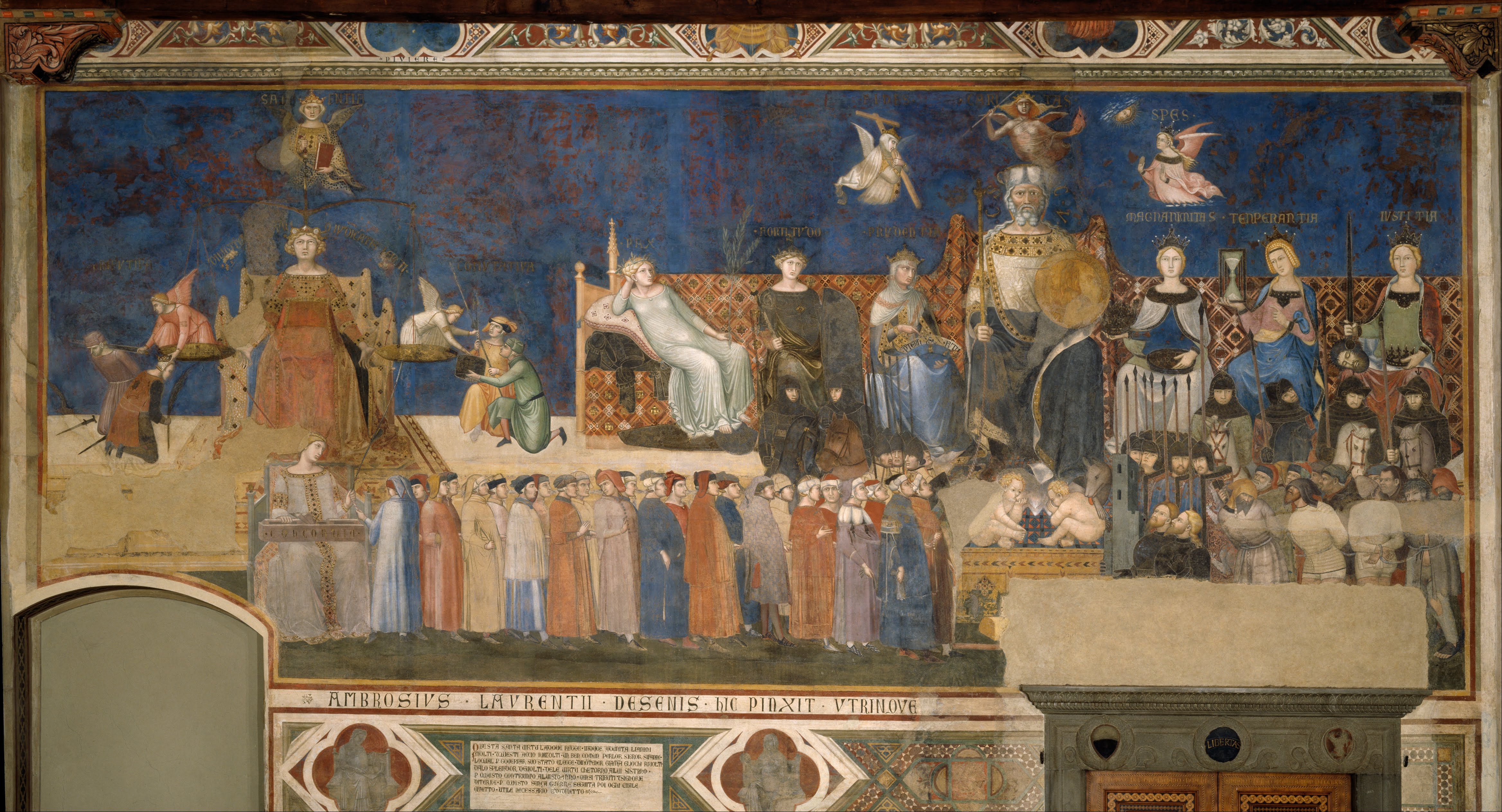
Ambrogio Lorenzetti, Allégorie du Bon Gouvernement, Palazzo Ducale de Sienne.

Traditionnellement, l'art se condense dans les grands centres religieux, en qualité comme en quantité, comme sur le chantier d'Assise. Au Trecento, les artistes s'expriment dans un cadre religieux. Le cycle d'Ambrogio Lorenzetti au Palais public de Sienne est le signe d'une évolution remarquable et irréversible : les cités deviennent les foyers permanents de création artistique : l'invention picturale s'y développe en même temps que s'y fixent les ateliers des maîtres. Ce phénomène est lié à l'expansion des communes au cours du XIIIe siècle : les cités gagnent et défendent leur autonomie politique et économique, se transforment en foyers de culture où l'art a pour fonction, en particulier, l'exaltation du gouvernement local et de son esprit. La culture picturale acquiert une diversité organisée selon les cités, et les régimes politiques à l'intérieur desquels l'artiste travaille. Un art laïc fait alors son apparition.
L'histoire artistique de Sienne est exemplaire. Elle démontre qu'il est impossible d'interpréter l'histoire de la peinture entre le XIVe et le XVe siècle comme un mouvement de « progrès », uniforme et équivoque : les cultures et les réalités locales sont des éléments constitutifs du rythme et du dynamisme réels de l'évolution artistique. Certaines attitudes politiques et culturelles ont pu jouer un rôle historique positif, tandis que d'autres aboutissent à l'échec d'une école bien implantée et vivante. La cité qui ne s'adapte pas à l'évolution en cours se trouve progressivement sur les marges de la grande création artistique, ou, du moins, sur celles du courant créateur le plus riche d'avenir, dans la mesure où il est le mieux capable d'épouser les transformations de la demande.

### La fin de la Renaissance italienne

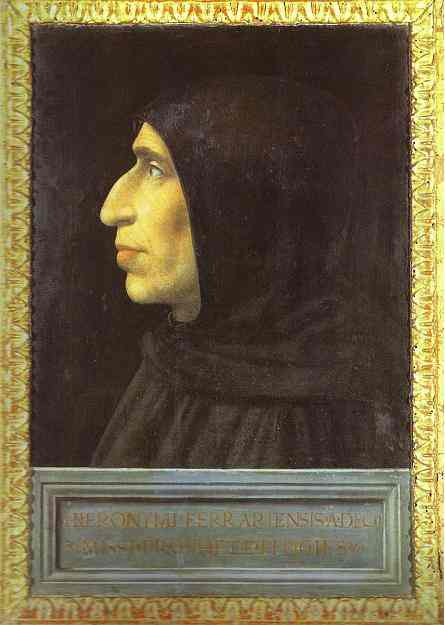
Girolamo Savonarole, portait de 1498 par Fra Bartolomeo.

La fin de la renaissance est aussi imprécise que son début. L'arrivée au pouvoir à Florence du moine austère Girolamo Savonarole en 1497 marque la fin du rayonnement de la ville et le retour triomphant des Médicis représente le début de la dernière étape artistique appelée maniérisme. Savonarole est arrivé au pouvoir lors d'une répression généralisée de la laïcité et de l'indulgence de la Renaissance. Son bref règne a conduit à la destruction de nombreuses œuvres d'art brûlées sur le « Bûcher des vanités » au centre de Florence. Avec le retour des Médicis au pouvoir en tant que grands-ducs de Toscane, la contre-réforme dans les églises se poursuivit. En 1542 arrive l'Inquisition et quelques années plus tard est créé l'Index Librorum Prohibitorum excluant un grand nombre d'œuvres littéraires de la Renaissance.
Arrive aussi la fin de la stabilité politique, à travers une série d'invasions étrangères, connues sous les guerres d'Italie, qui se sont poursuivies pendant plusieurs décennies, commençant en 1494 avec l'invasion française qui a dévasté le nord de l'Italie et mis fin à l'indépendance de nombreuses cités-états. Plus dommageable est le sac de Rome, le 6 mai 1527 , par les troupes allemandes et espagnoles, mettant fin pendant deux décennies au rôle de la papauté en tant que principal mécène de l'art et de l'architecture de la Renaissance .
Alors que la Renaissance italienne décline, la Renaissance nordique embrasse plusieurs de ses idéaux et transforme ses styles. De nombreux grands artistes italiens choisissent d'émigrer comme Léonard de Vinci qui s'installe en France en 1516. Des équipes d'artistes invités à transformer le château de Fontainebleau, créent l'école du même nom, qui répand le style Renaissance italienne en France. François Ier commet Rosso Fiorentino qui dessine le pavillon de Pomone, le pavillon des Poesles, la galerie Basse (tous détruits) et surtout la galerie François Ier (1534-1540). Giorgio Vasari désigne Fontainebleau comme la « Nouvelle Rome »,. De Fontainebleau, les nouveaux styles, transformés par le maniérisme, ont propagé la Renaissance à Anvers , et de là à toute l'Europe du Nord.
Cette « diffusion nordique » est également représentative d'une tendance plus large. Les routes méditerranéennes n'étant plus les principales routes du commerce européen, en 1498, Vasco de Gama atteint l'Inde. À partir de ce moment, la principale route commerciale de l'Est passe par les ports atlantiques de Lisbonne, Séville, Nantes, Bristol et Londres. Ces endroits supplantent l'Italie en richesse et en puissance.

## Culture

### Place de la culture
Les mythes et dieux de l'Antiquité ont survécu tout au long du Moyen Âge dans les couvents et les abbayes comme le démontre la science encyclopédique de Dante. Au Trecento, la culture n'est plus la spécialité des clercs savants et devient la chose de laïcs au nombre grandissant. Dès le début du XVe siècle, des manuscrits endormis jusque là sont découverts. L'esprit médiéval tendait à « moraliser » le thème antique pour l'insérer dans le grand système chrétien ; à la Renaissance, l'intérêt se porte sur le thème en lui-même. La moralisation demeure toujours, ainsi L'Ovide moralisé connait un certain succès jusqu'à la fin du XVIe siècle.
Ce processus conduit à la récupération de l'ensemble de l'histoire humaine : les cultures et les créations successives sont les approches d'une même vérité chrétienne. Une nouvelle définition de l'humanité se dessine progressivement qui n'est plus uniquement déterminée par sa finalité religieuse : l'au-delà et sa récompense demeurent la fin suprême, mais la grandeur de l'action terrestre reçoit un prestige nouveau.

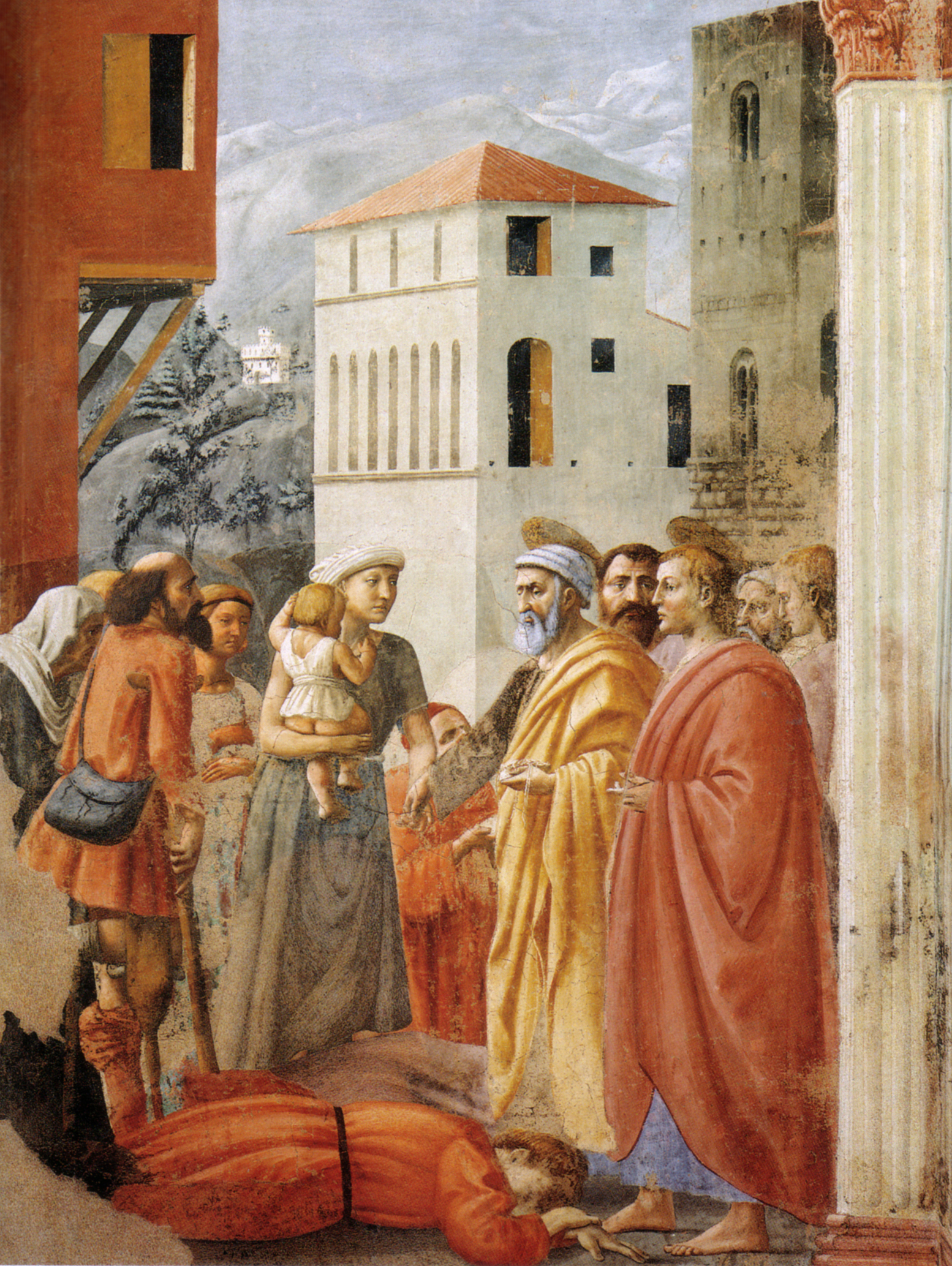
Masaccio, Détail de la chapelle Brancacci, Florence

Désormais, c'est par sa culture que l'homme cultivé appartient à l'humanité tout entière et trouve sa dignité terrestre. L'idée de « l'honnête homme » se met en place, tel que le circonscrira le XVIIe siècle français. Il n'y a pas de rupture entre culture et religion, les deux sphères de l'activité mentale, mais un clivage social important apparait entre l'ignorant (l'imperitus, le vulgus, le populus) et celui qui sait (sapiens, doctus, litteratus). Le thème de l'opposition entre les docti et les imperiti revient souvent dès la fin du XIVe siècle, la culure devenant une détermination intellectuelle et sociale.

#### Place de la culture dans la peinture
Le peintre de la Renaissance tente de retrouver une unité propre à l'histoire évoquée par la peinture, entre ce que montre l'image et ce que raconte le texte antique, tel que l'on peut en imaginer la réalité ou la vraisemblance historique. Après Giotto, Masaccio donne au Christ et aux Apôtres des habits convenant à leur propre époque et non plus à celle du peintre. La peinture devient savante dans cette recherche de la cohérence : le travail matériel du peintre doit être précédé d'une enquête parfois presque archéologique et de lectures lui permettant de reconstituer les conditions vraisemblables dans lesquelles la scène représentée a pu se dérouler. Cette recherche s'étend à l'architecture à l'intérieur de laquelle la scène a lieu. Pour une Annonciation, il s'agira de situer celle-ci dans un bâtiment dont le style puisse évoquer l'architecture antique, comprise alors comme l'architecture romaine en Italie alors que la peinture du Nord situe les mêmes épisodes de l'histoire sainte dans des bâtiments souvent de style gothique ou flamboyant.
L'identification du spectateur avec le personnage est plus difficile, mais elle s'accompagne d'une actualisation plus grande des personnages et de leurs sentiments par l'intermédiaire de la mimique et de la « gestuelle ».

### Littérature et poésie

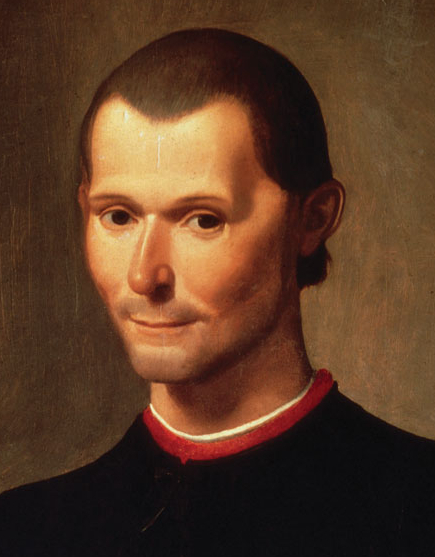
Portrait posthume de Nicolas Machiavel (détail), par Santi di Tito.

La révolution de la littérature italienne au XIIIe siècle a contribué à préparer le terrain pour la Renaissance. Avant la Renaissance, la langue littéraire en Italie est le latin, le français ou le provençal. C'est à partir du XIIIe siècle que les auteurs italiens ont commencé à écrire dans leur langue maternelle. Vers 1250, un changement majeur se produit dans la poésie italienne lorsque le Dolce stil novo met l'accent sur l'amour platonique plutôt que sur l'amour courtois, avec des écrivains comme Guittone d'Arezzo et Guido Guinizelli.
Avec l'impression de livres initiée à Venise par Aldo Manuce , un nombre croissant d'ouvrages sont publiés en italien vernaculaire, en plus des textes grecs et latins qui constituaient le courant dominant de la Renaissance italienne. La source de ces livres s'est étendue au-delà de la théologie jusqu'aux époques pré-chrétiennes de l'Empire romain et de la Grèce antique. Cela ne veut pas dire qu'aucune œuvre religieuse n'a été publiée à cette époque : La Divine Comédie du Dante Alighieri reflète une vision du monde médiéval paradigmatique. Le christianisme reste une influence majeure pour les artistes et les auteurs.
Au début de la Renaissance italienne, l'objectif principal était l'étude et la traduction d'œuvres classiques du latin et du grec. Les écrivains, cependant, ne se contentaient pas de se reposer sur les lauriers des anciens auteurs. Beaucoup ont essayé d'intégrer les méthodes et les styles des anciens dans leurs propres œuvres. Parmi les Romains les plus copiés figurent Cicéron, Horace, Salluste et Virgile et parmi les Grecs, Aristote, Homère et Platon.
La littérature et la poésie de la Renaissance sont également influencées par les sciences technologiques et la philosophie. L'humaniste Petrarque , figure clé dans le sens renouvelé de la recherche, était également un poète à succès qui a publié plusieurs ouvrages importants dans ce genre. Il écrit de la poésie en latin, y compris l'épopée des guerres puniques , 12 et une collection d' amour sonnets intitulé « Canzoniere », dédié à son amour non partagé , Laura. Il était le plus célèbre écrivain de sonnets italiens, et les traductions de son œuvre en anglais par Thomas Wyatt, répandent la forme littéraire en Angleterre, où elle fut utilisée par William Shakespeare et d'innombrables autres poètes.
Boccace, un disciple de Pétrarque, est devenu un écrivain renommé par ses propres mérites. Son œuvre principale, le Decameron est un recueil de 100 histoires racontées par 10 conteurs échappés pendant 10 nuits dans la banlieue de Florence afin de fuir la peste noire. Il est une source d'inspiration pour de nombreux auteurs de la Renaissance, dont Geoffrey Chaucer et William Shakespeare.
La politique avec le christianisme, l'antiquité classique et l'érudition est la quatrième source d'influence sur la littérature de la Renaissance. Les œuvres les plus célèbres du philosophe politique Nicolas Machiavel sont « Histoire de Florence » et « Le Prince » . Ce dernier reste une œuvre littéraire influente, de sorte que dans la société occidentale le terme « machiavélique » est synonyme du pragmatisme politique invoqué par le livre.

### Philosophie et science
Pétrarque est le fondateur d'une nouvelle méthode d'étude, l'humanisme de la Renaissance. L'humanisme est une philosophie optimiste qui voit l'homme comme un être sensible et rationnel, avec la capacité de penser et de décider par lui-même signifiant une opposition à la vision de l' Église catholique, transformée en idéologie mystique qui présente l'esprit comme la réalité absolue. L'humanisme considère l'homme comme intrinsèquement bon par nature, contrairement à la vision chrétienne du péché originel qui doit être racheté.
Pétrarque encourage l'étude des classiques latins et emporte avec lui son exemplaire d'Homère. Une étape essentielle de l'éducation humaniste a été proposée par Pico della Mirandola à la recherche de manuscrits oubliés. Découvrir le passé est à la mode, une quête devenue un des objectifs sociaux majeurs. Les patriciens italiens, des princes marchands et des despotes ont investi dans la construction de bibliothèques.
Les œuvres de l'antiquité ont été traduites du grec et du latin dans les langues modernes à travers l'Europe. Vers 1450, Gutenberg met au point la technique de l’imprimerie, qui permet de réaliser le rêve des humanistes : diffuser largement les connaissances, trouvant une classe moyenne réceptive.
L'admiration pour les sources classiques consacre la vision aristotélicienne et ptolémaïque de l'univers. L'humanisme souligne que la nature doit être considérée comme une création spirituelle non régie par des lois mathématiques. Dans le même temps, les philosophes ont perdu beaucoup de leur rigueur et les règles de la logique déductive considérées comme secondaires par rapport à l'intuition et à l'émotion.
Ce n'est qu'à la diffusion de la Renaissance dans le nord de l'Europe que la science renaît, avec des figures comme Copernic , Francis Bacon et Descartes.
L'astronomie s'émancipe de l'astrologie. La résolution d’équations du troisième degré permettent ainsi à Johannes Kepler de calculer un lever de terre sur la Lune et Galilée à la fin du XVIe siècle, invente le télescope.
la Renaissance permet, pour les disciplines scientifiques de la matière, la création de disciplines et d'épistémologies distinctes mais réunit par la scientificité, elle-même permise par les mathématiques, car, selon l'expression de Pascal Brioist : « la mathématisation d’une pratique conduit à lui donner le titre spécifique de science ».

### Sculpture et peinture

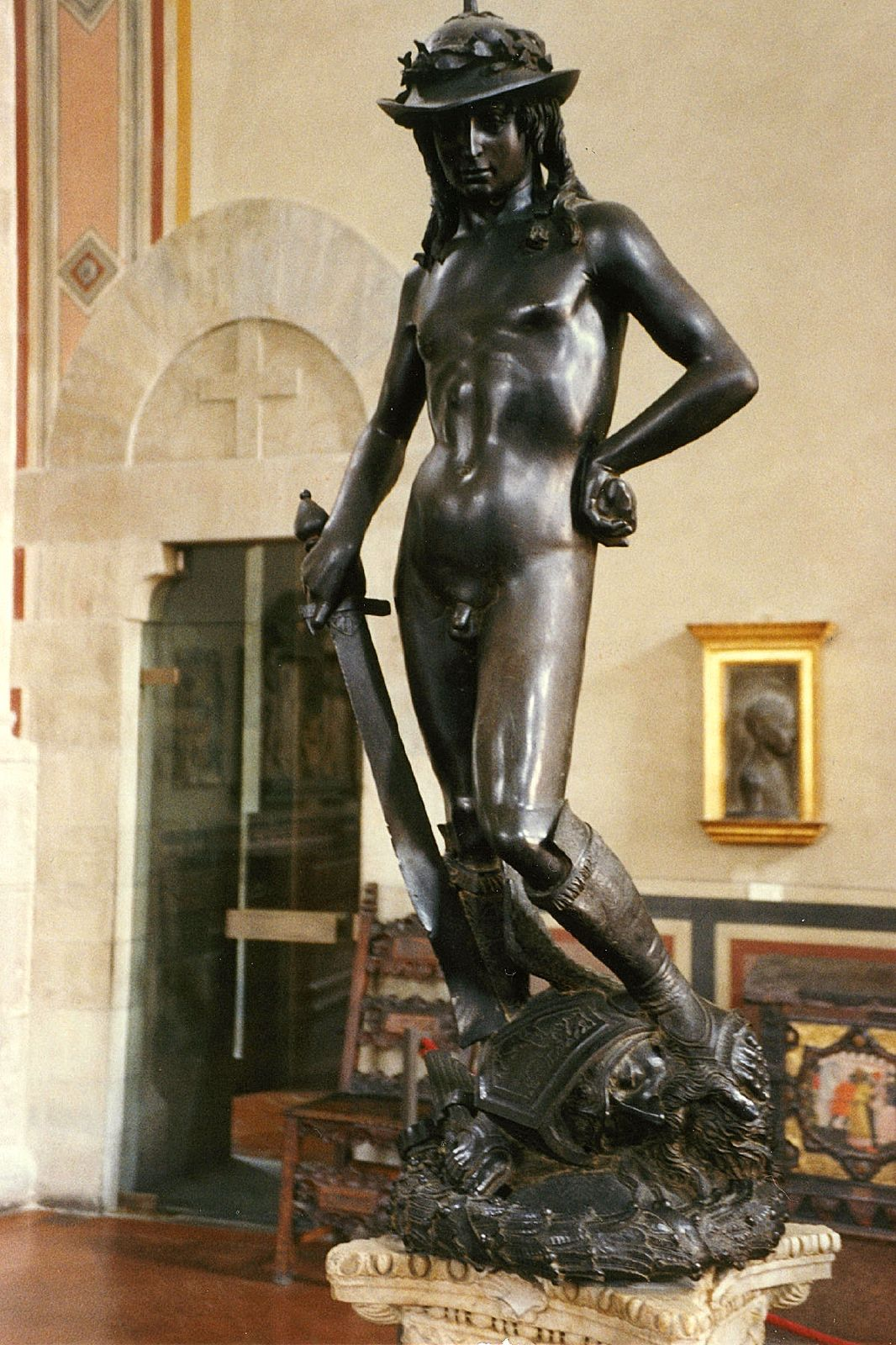
Donatello, David. Bronze,
H. 158 cm. 1440. Musée du Bargello

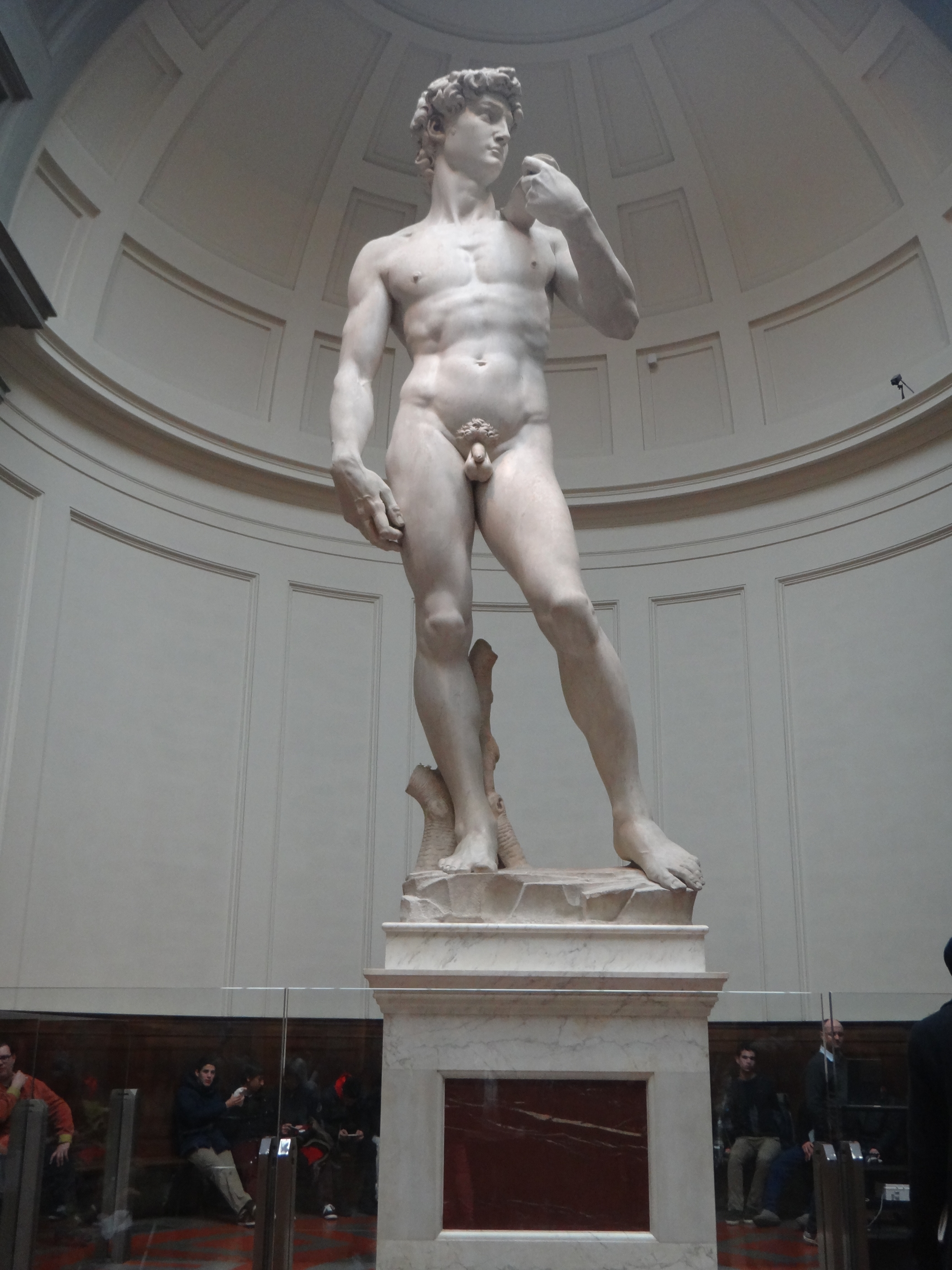
Michel-Ange. David.
Marbre, H. 434 cm. 1501-04.
Galleria dell'Accademia de Florence

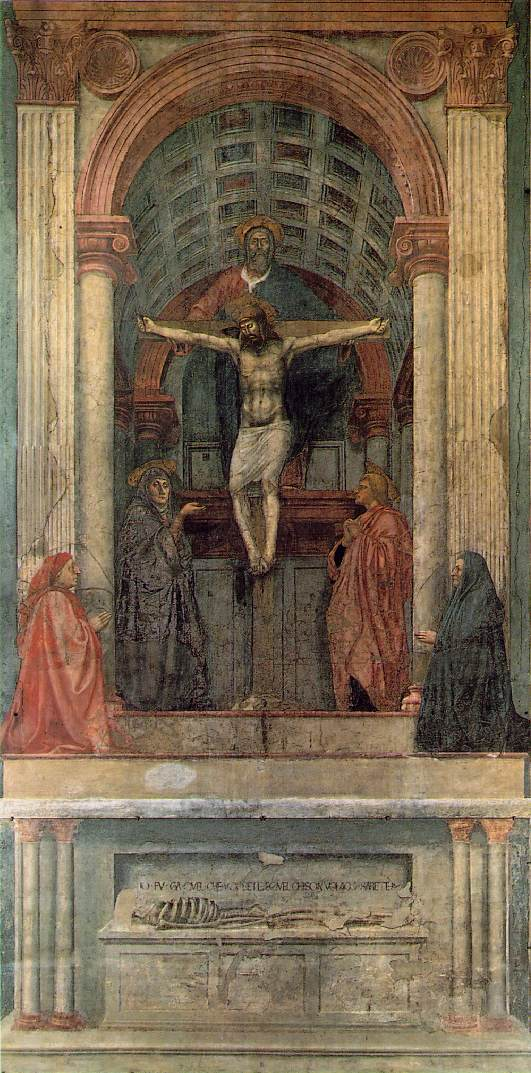
Masaccio. La Trinité. Fresque,
H. 660 cm. 1425-28. Basilique Santa Maria Novella, Florence

Au Trecento et au Quattrocento, la culture émerge comme facteur déterminant dans l'élaboration et la perception de l'image picturale. Elle se voit reconnaitre des capacités nouvelles à transmettre des idées et des concepts d'une profondeur et d'une complexité équivalentes à celles reconcentrées dans les textes.
L'importance grandissante de la culture dans la société italienne joue un rôle direct sur la transformation de la peinture : pour acquérir la dignité nouvelle et souhaitée, la peinture doit être elle-même « cultivée », elle doit être un fait de culture.
Dans son Introduction à l'édition de la Divine Comédie de 1481, Cristoforo Landino est le premier humaniste à faire un éloge relativement circonstancié de la peinture contemporaine et d'artistes morts depuis peu. Il y ébauche la première histoire de la peinture florentine du Quattrocento. Dans cet éloge, il implique Florence comme la capitale de l'art moderne. La liste qu'il dresse des grands artistes florentins morts en 1481 correspond à celle que l'histoire retiendra comme celle des grands créateurs de la cité dans les trois premiers quarts du siècle : Masaccio, Filippo Lippi, Andrea del Castagno, Uccello, Fra Angelico, auxquels sont adjoints Pesello et Pesellino. On lui doit la prise de conscience du fait que la peinture fait désormais partie intégrante de la culture moderne de la cité.
Le peintre de la fin du Moyen Âge, Giotto di Bondone contribue à façonner les concepts artistiques qui définissent une grande partie de l'art de la Renaissance. Les idées clés qu'il explore sont le classicisme, l'illusion de l'espace tridimensionnel et un contexte émotionnel réaliste qui inspirent d'autres artistes comme Masaccio, Michel-Ange et Léonard de Vinci. Il dégage l'importance de la figure humaine, actrice de son histoire. Peignant à Florence, Padoue, Assise et Rome, son style est immédiatement repris et orienté en fonction des habitudes et des capacités locales.
Il n'est cependant pas le seul artiste médiéval à développer ces concepts, des artistes comme Pietro Cavallini et Cimabue ont tous deux influencé Giotto dans la représentation de figures statuesques et de scènes expressives.
La Renaissance italienne dans la peinture a commencé à Florence avec les fresques de Masaccio , puis les peintures sur panneaux et les fresques de Piero della Francesca et Paolo Uccello.
Les fresques de l'artiste florentin Masaccio sont généralement considérées comme l'un des plus anciens exemples de l'art de la Renaissance italienne. Masaccio a intégré les idées de Giotto, Donatello et Brunelleschi dans ses peintures, créant des scènes qui donnent l'impression d'un espace tridimensionnel. La fresque La Trinité de l'église florentine de Santa Maria Novella, par exemple, la scène dramatique semble disparaître dans le fond sombre, tandis qu'un éclairage à source unique et le raccourci semble pousser la figure du Christ vers le spectateur.
Le réalisme des œuvres est rendu en utilisant de nouvelles techniques de perspective afin de représenter plus authentiquement le monde tridimensionnel en deux dimensions. Piero della Francesca a écrit des traités sur la perspective scientifique. Les artistes améliorent la représentation du corps humain dans des paysages naturels.
Alors que la précision mathématique et l'idéalisme classique fascinaient les peintres de Rome et de Florence, de nombreux artistes du Nord dans les régions de Venise, Milan et Parme préféraient l'illusionnisme des scènes du monde naturel.
Au tournant du XVIe siècle, en particulier dans le nord de l'Italie, les artistes commencent à utiliser de nouvelles techniques dans le rendu de la lumière et de l'ombre, comme dans les contrastes des divers portraits de Titien et dans le développement du flou et le clair-obscur de Léonard de Vinci et Giorgione. Cette époque voit apparaître les premiers thèmes profanes.
Cette période a également vu les premiers thèmes laïques. Le degré de laïcité de la Renaissance a fait l'objet de nombreux débats par des écrivains du début du XXe siècle comme Jacob Burckhardt, en raison, entre autres, de la présence d'un nombre relativement faible de peintures mythologiques. L'un des principaux peintres dont les œuvres profanes ont survécu est Sandro Botticelli avec La Naissance de Vénus et Le Printemps qui sont parmi les plus connus, bien que Botticelli soit devenu profondément religieux et disciple de Savonarole et que la grande majorité de sa production soit constituée de peintures ou de portraits religieux traditionnels.
En sculpture, l'étude par Donatello des œuvres de l'antiquité conduit au développement des modèles classiques et de nus. Les progrès réalisés par Donatello ont influencé toute la production ultérieure.
Michel-Ange est à la fois architecte et peintre sculpteur. On peut dire que tout se réduit à la sculpture. son David de 1504 est une étude de nu masculin. Ce travail est plus réaliste que celui de Donatello et d'une plus grande intensité émotionnelle. Les deux sculptures sont en position contrapposto, leur poids reposant sur une jambe.
Les peintres les plus célèbres de cette époque sont : Léonard de Vinci , Raphaël et Michel-Ange. La Joconde et La Cène de Léonard de Vinci, L'École d'Athènes de Raphaël ou le Plafond de la chapelle Sixtine de Michel-Ange, sont des exemples majeurs de cette période.

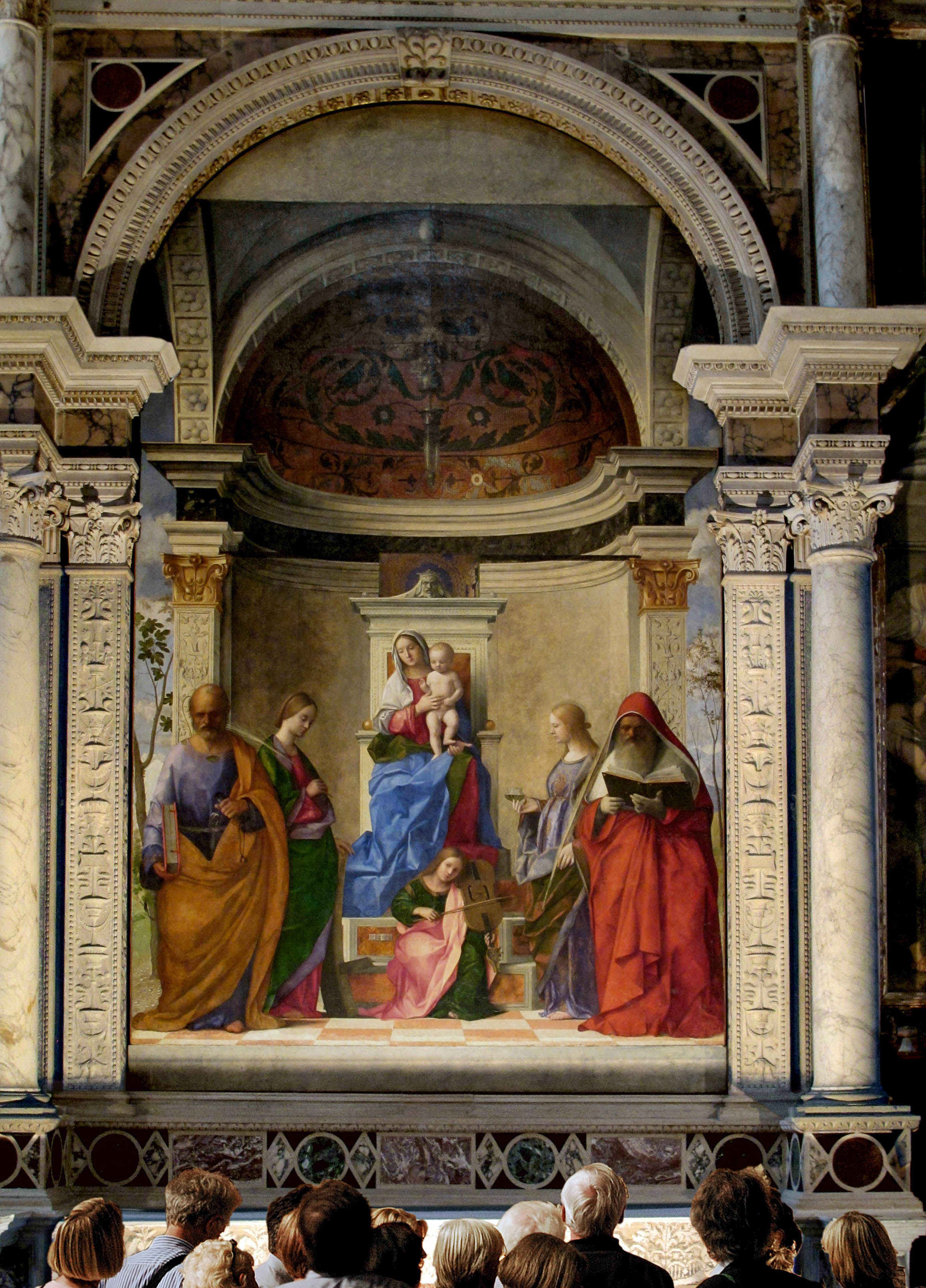
Giovanni Bellini. Retable de San Zaccaria. Huile / bois, H. 402 cm. 1505. Église San Zaccaria, Venise

La Haute Renaissance (1500-1530) en peinture - dont les principaux représentants de l'école vénitienne de peinture à la Renaissance : Giovanni Bellini, Giorgione, Titien, Tintoret et Véronèse - s'empare des moyens spécifiques de la peinture à l'huile, comme matière picturale. Le dessin est alors moins central, le travail du pinceau permettant de remanier le tableau, celui-ci n'est plus la mise en couleurs du dessin mais une élaboration progressive où la superposition des couches de peinture permet la représentation des matières et de l'athmosphère, plus ou moins humide, et de l'aube jusqu'à la nuit. Cette période se poursuit sous des formes diverses dans les peintures de Titien, Tintoret, Véronèse et Jacopo Bassano. La Haute Renaissance évolue, et le rôle de Dürer y est pour quelque chose, sous la forme du maniérisme (1520-1580), qui touche plusieurs des artistes précédemment mentionnés mais surtout des peintres de Florence. Les artistes maniéristes ont souvent donné à leurs figures des proportions allongées pour leur donner une valeur plus symbolique que physique, comme celles de Pontormo, Parmigianino, Rosso Fiorentino et Bartholomeus Spranger, parmi bien d'autres.

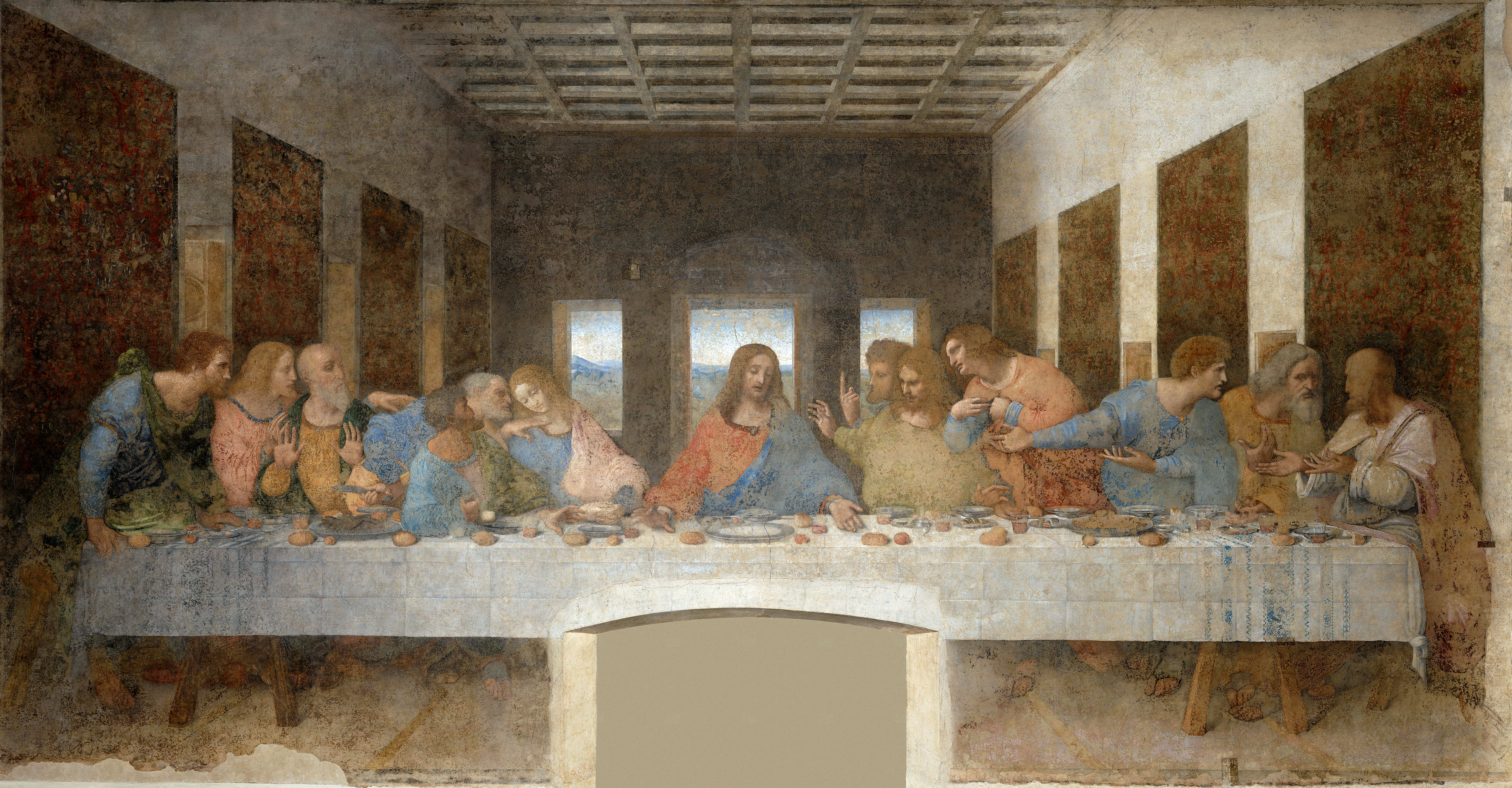
Léonard de Vinci. La Cène. Peinture murale : tempera sur gesso ..., L. 880 cm. 1495-1498. Église Santa Maria delle Grazie (Milan)
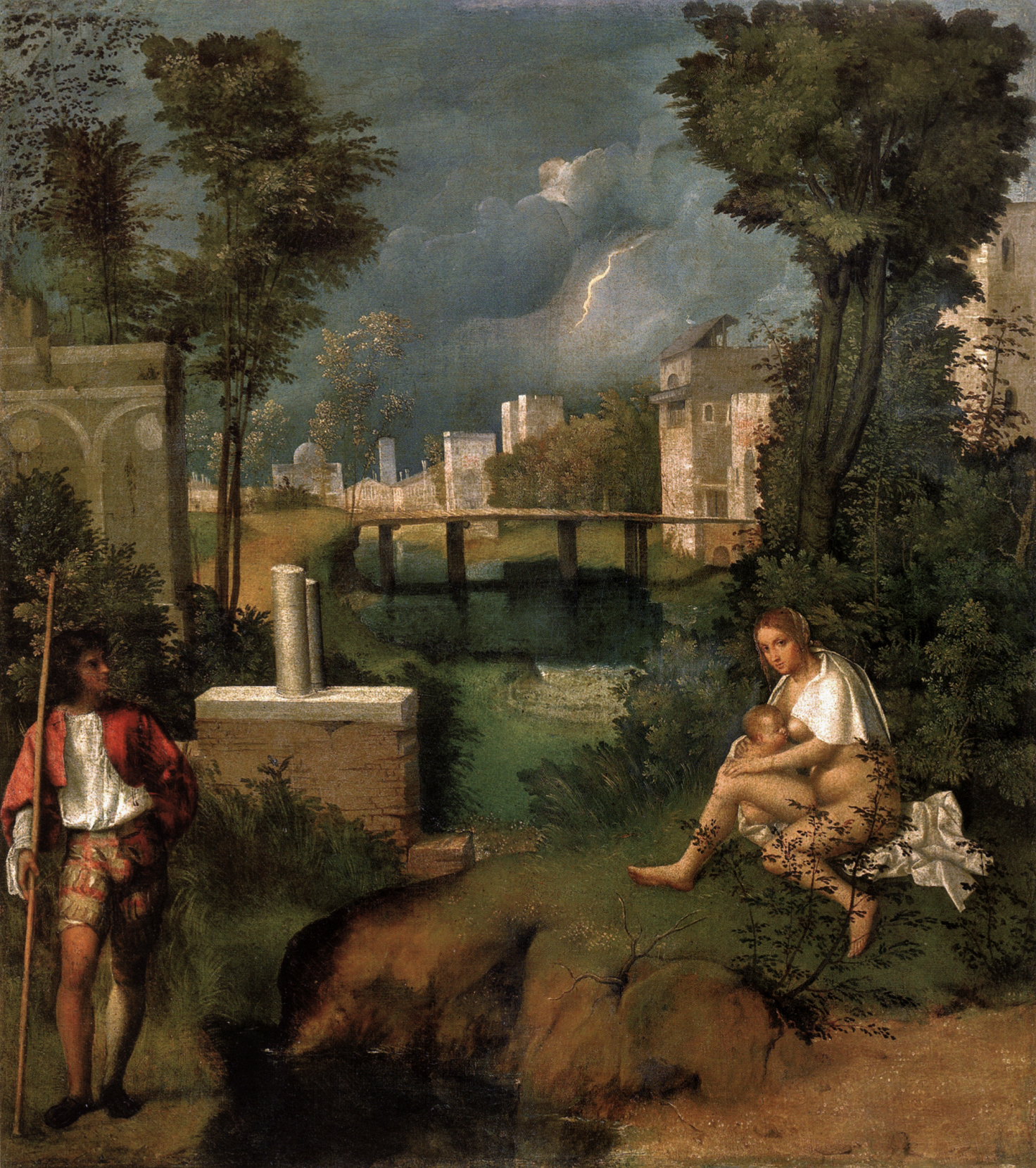
Giorgione. La Tempête. vers 1510. Huile / toile, H. 83 cm. Gallerie dell'Accademia, Venise
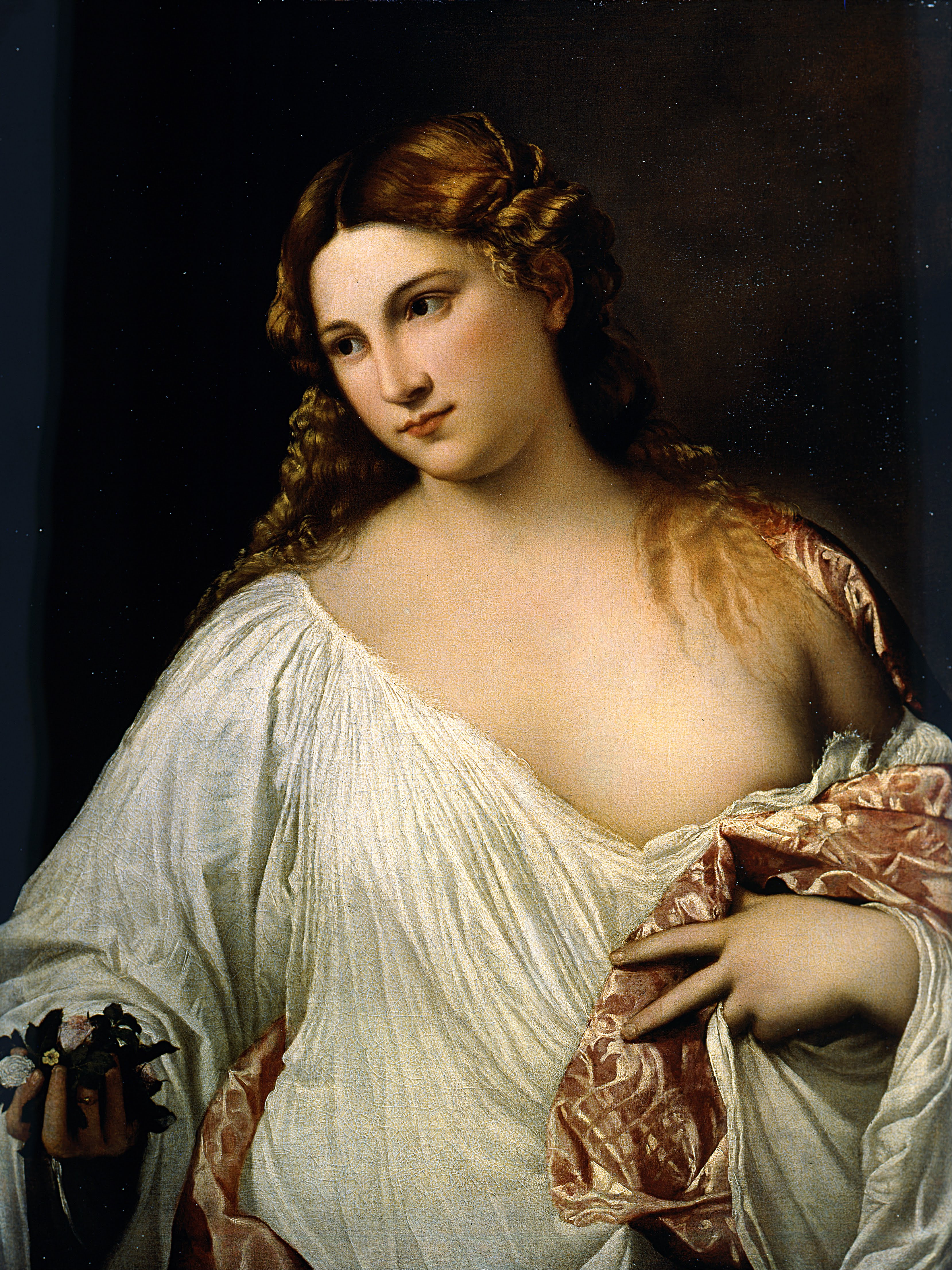
Titien. Flore. Huile / toile, H. 79 cm. 1515-1517. Galerie des Offices
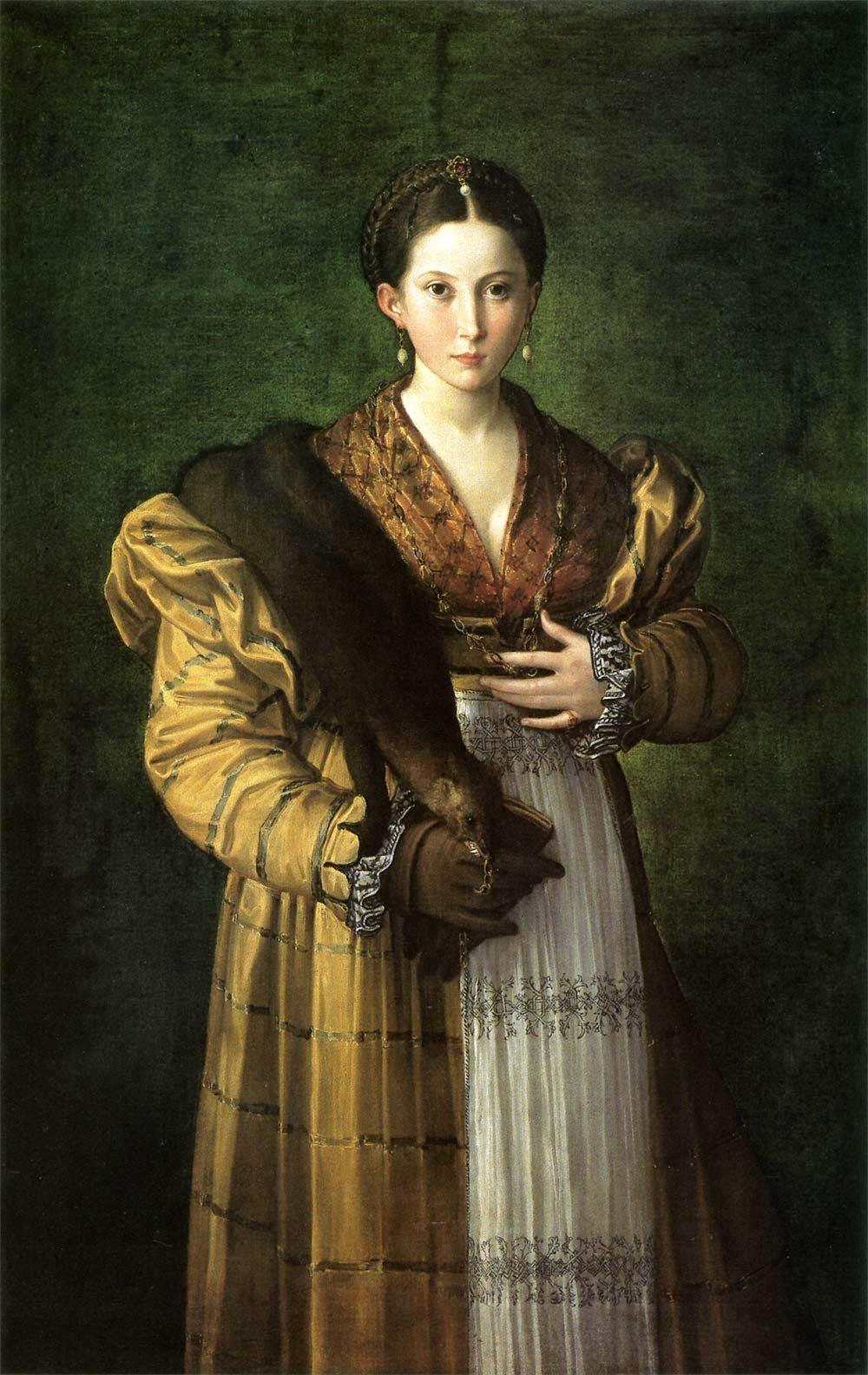
Parmigianino. Antea. Huile / toile, H. 136 cm. Vers 1525. Musée de Capodimonte, Naples
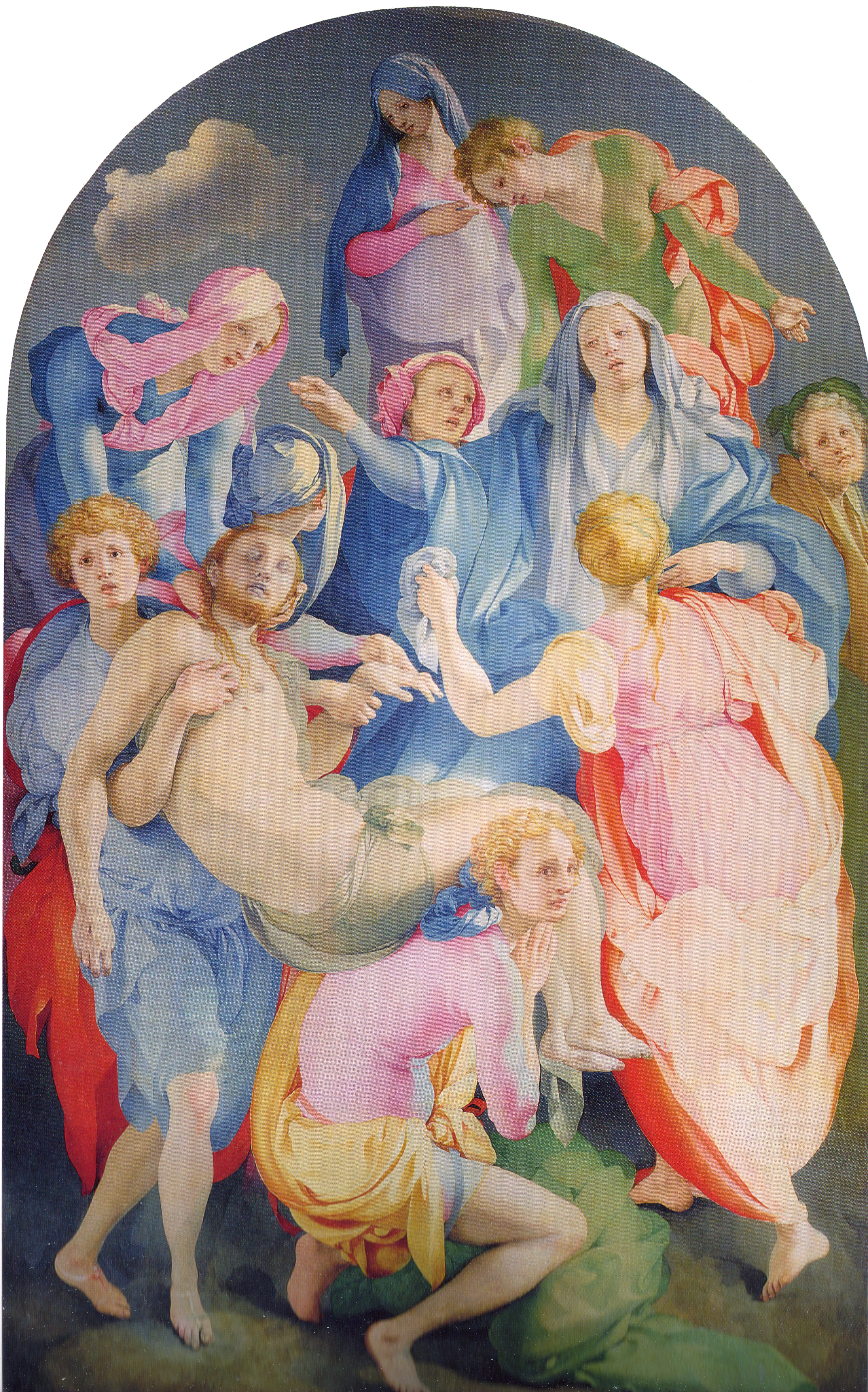
Pontormo. La Déposition. Huile / bois, H. 313 cm. 1526-1528 Chapelle Capponi. Florence
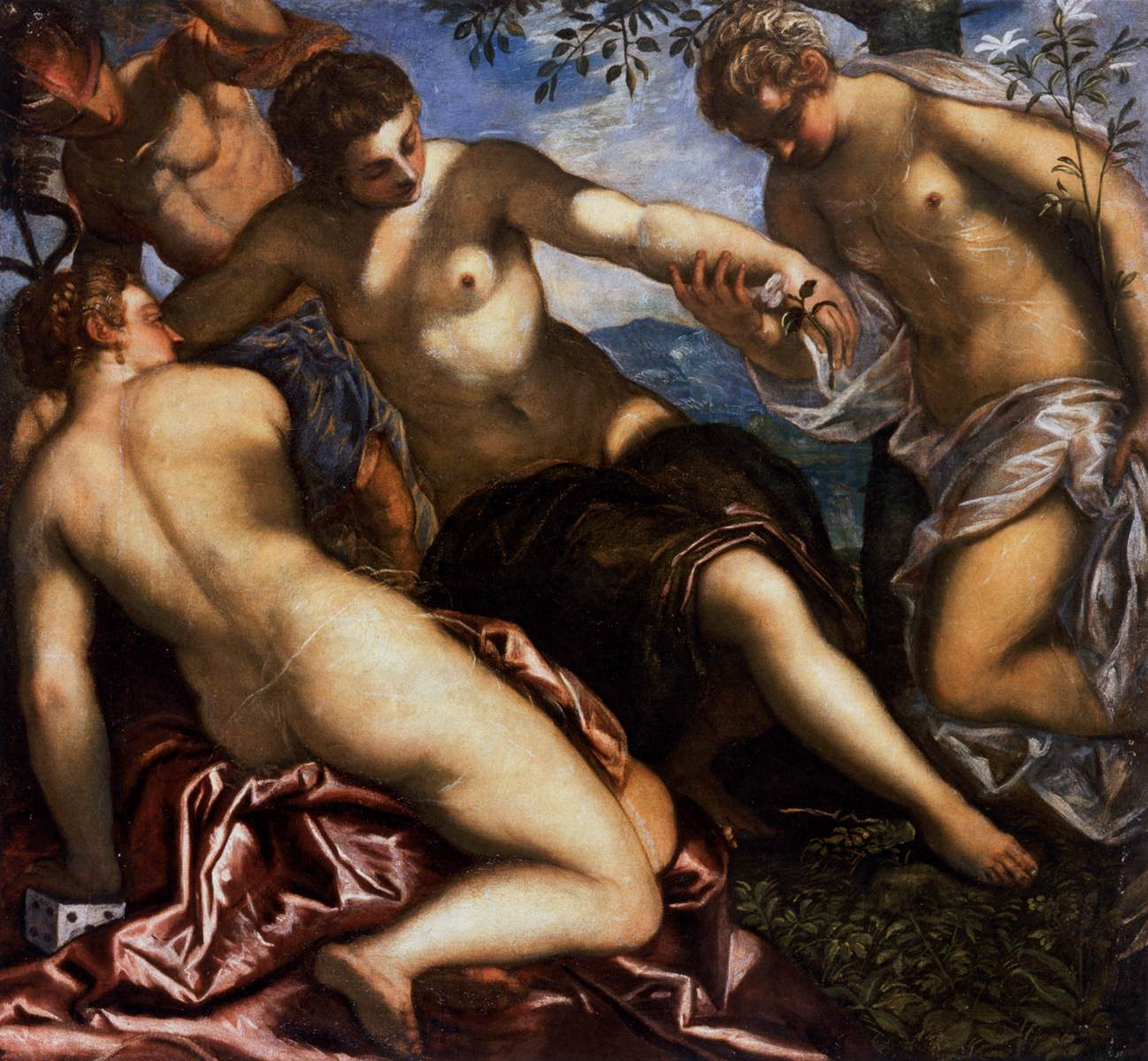
Tintoret, Mercure et les Grâces, entre 1576 et 1577. Huile / toile, L. 155 cm. Palais des Doges, Venise
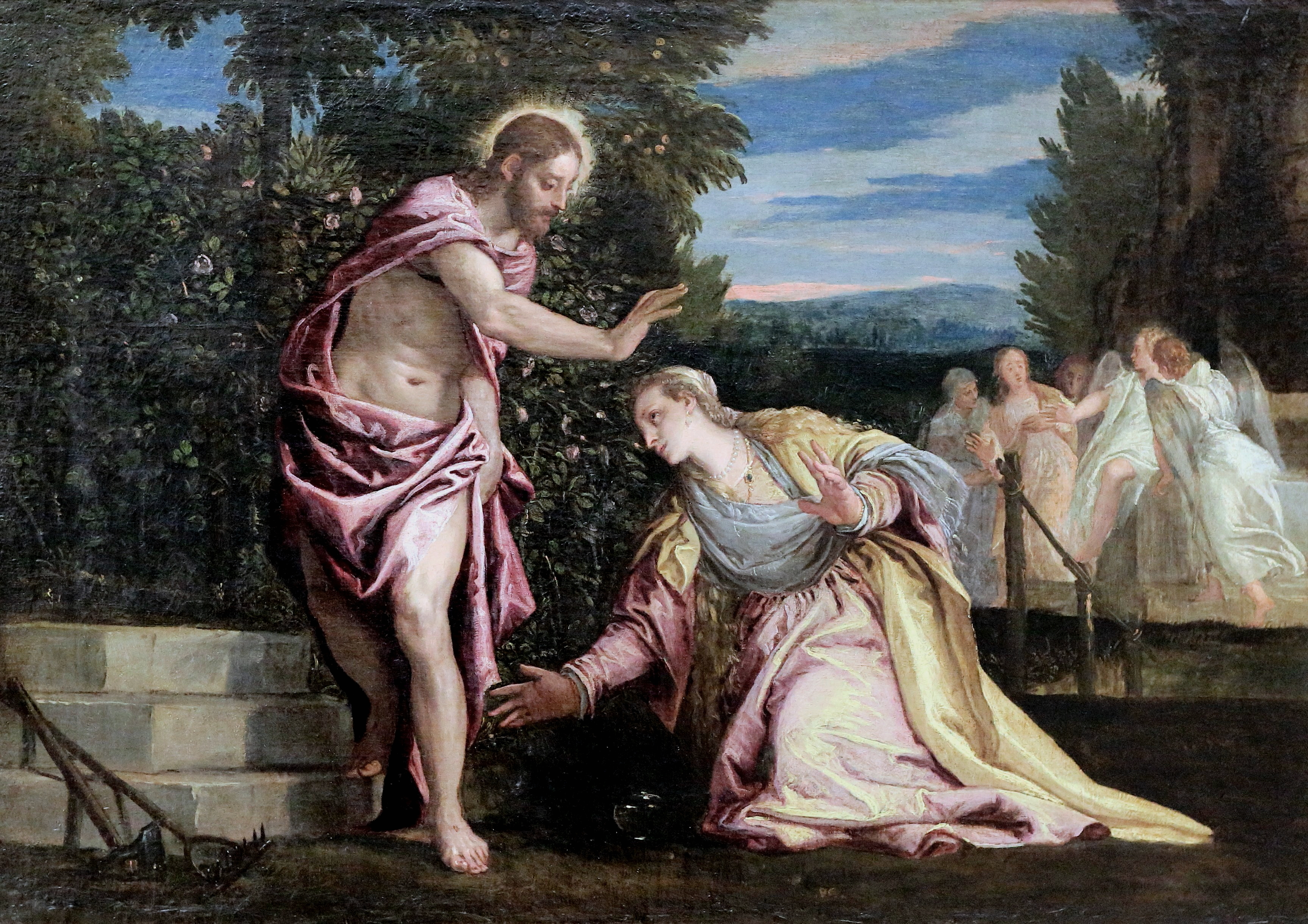
Véronèse. Noli me tangere (« Ne me touche pas »). Huile / toile, L. 95 cm. 4e quart du 16e siècle. Musée de Grenoble
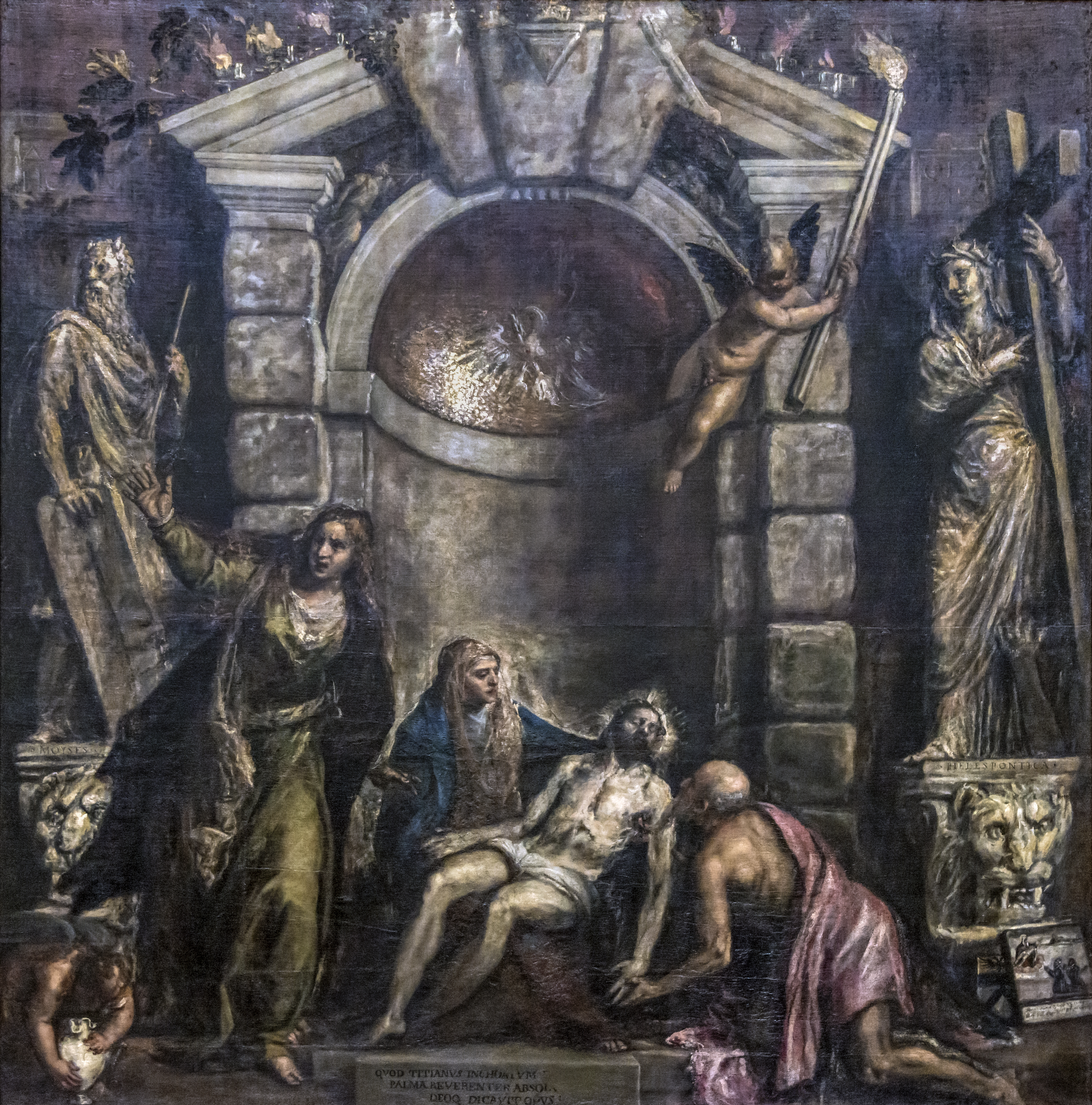
Titien, 1576. Pietà. Huile / toile, H. 352 cm. Gallerie dell'Accademia de Venise
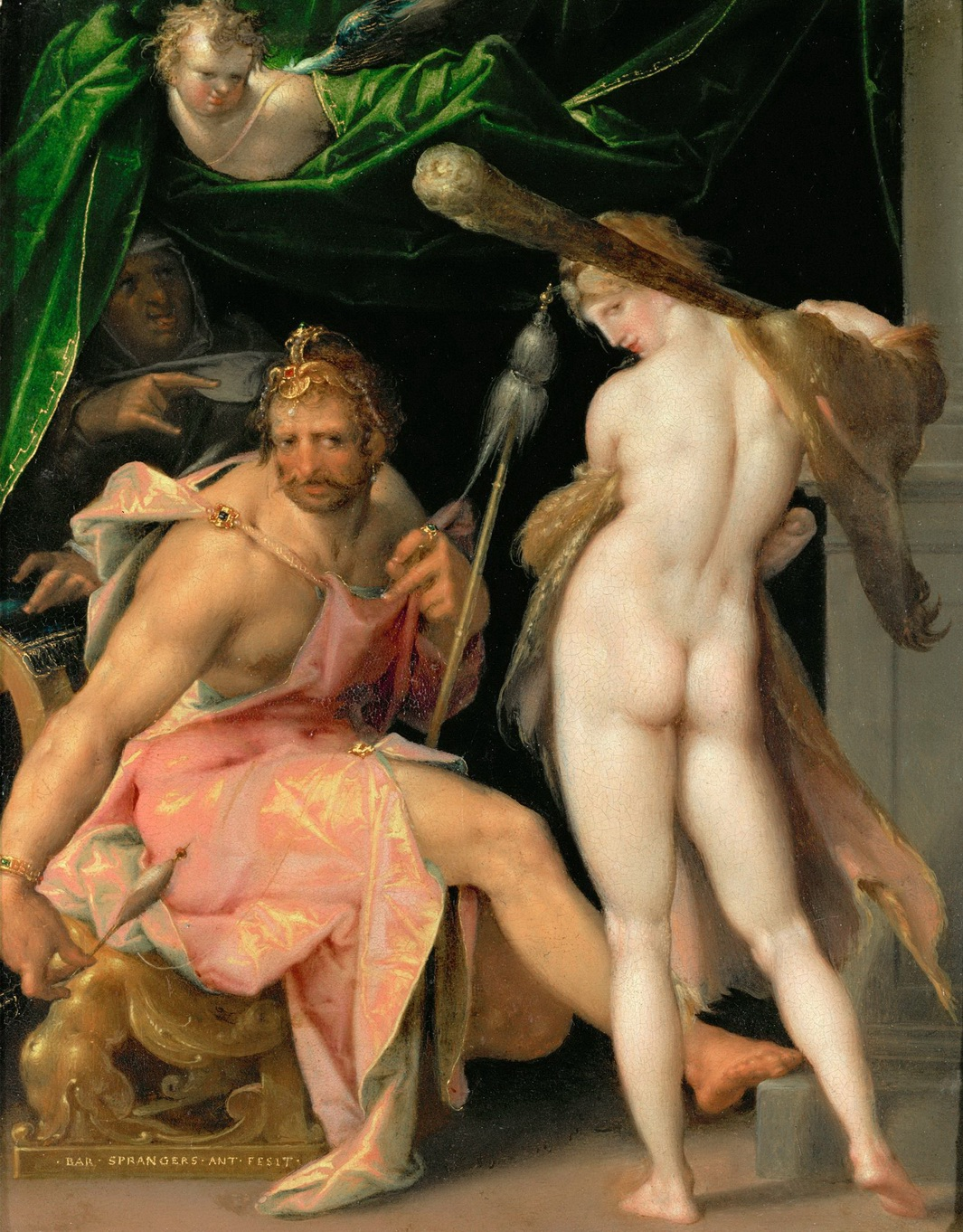
Bartholomeus Spranger Hercule et Omphale Huile / cuivre, H. 24 cm. v. 1585 Musée d'Histoire de l'art de Vienne

Les érudits modernes ont reconnu la capacité de l'art maniériste à combiner des émotions fortes et souvent religieuses là où la Renaissance n'a pas réussi à le faire. Certains des principaux artistes de cette période sont Pontormo, Rosso Fiorentino, Parmigianino et Giulio Romano.

### Architecture
Le style Renaissance, introduit par Leone Battista Alberti avec le temple Malatesta à Rimini, s'est développé à Florence. Certains des bâtiments les plus anciens de la Renaissance sont la basilique San Lorenzo de Florence et la chapelle des Pazzi, tous deux de Filippo Brunelleschi. L'intérieur de la basilique Santo Spirito exprime une nouvelle sensation de lumière, de clarté et d'espace, typique du début de la Renaissance en Italie. Son architecture reflète la philosophie de l'humanisme, l'illumination et la clarté de l'esprit par opposition aux ténèbres et à la spiritualité du Moyen Âge. La revitalisation de l'antiquité classique est illustrée par le palais Rucellai où les pilastres suivent la superposition des ordres classiques, avec des chapiteaux doriques au rez-de-chaussée, ioniques au piano nobile et corinthiens aux étages supérieurs.
La Cité idéale marque la nouveauté qu'était au XVe siècle la figuration de la perspective géométrique.
À Milan , Alberti a anticipé le design dans le nouveau style ancien avec son projet qui prend pour modèle les temples étrusques décrits par Vitruve pour la basilique Saint-André de Mantoue mis en œuvre en 1472, après sa mort.
La Haute Renaissance est présente à Rome en 1502 grâce à l'église San Pietro in Montorio de Donato Bramante et son plan central original pour la basilique Saint-Pierre en 1506. Ce dernier est la commande architecturale la plus notable de l'époque, influencée les artistes renommés de la Renaissance dont Michel - Ange et Giacomo della Porta. Le début de la Renaissance en 1550 est marqué par le développement d'un nouvel ordre de colonnes, la création d' Andrea Palladio, le style colossal, où des colonnes de deux étages ou plus ornaient les façades.

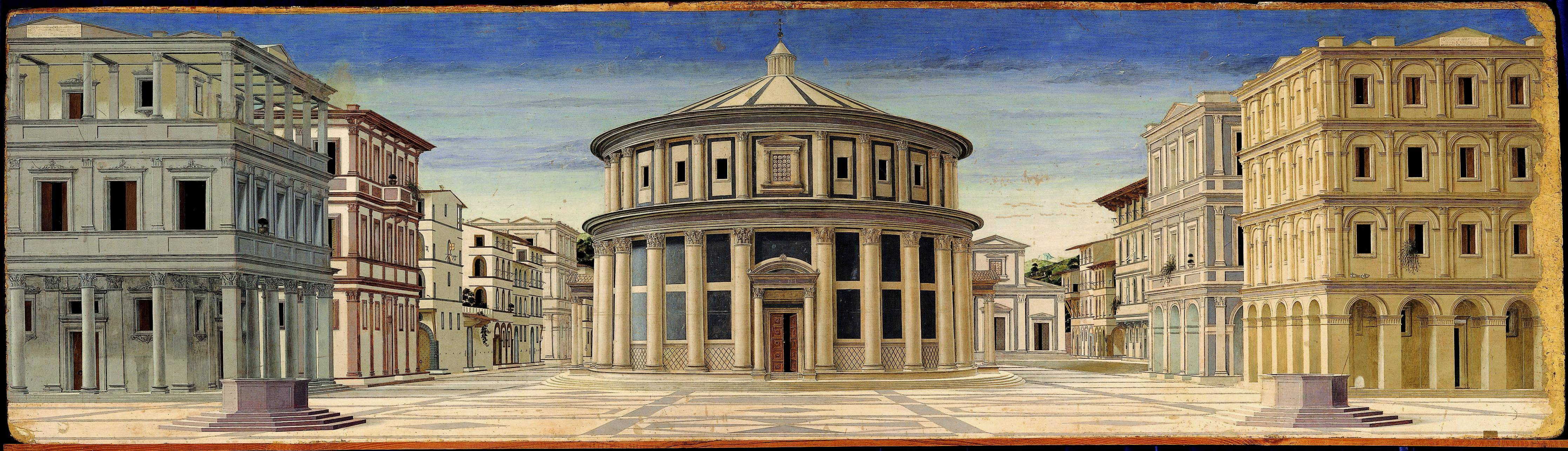
La Cité idéale d'Urbino. (voir Renaissance à Urbino)

### Musique

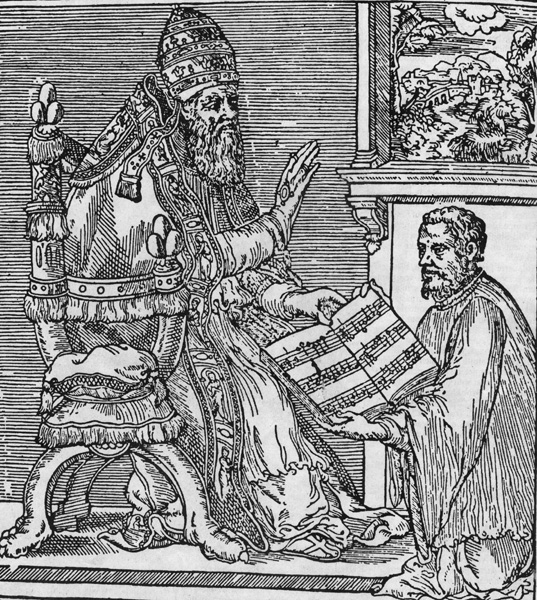
Giovanni Pierluigi da Palestrina présente son œuvre au pape Jules III.

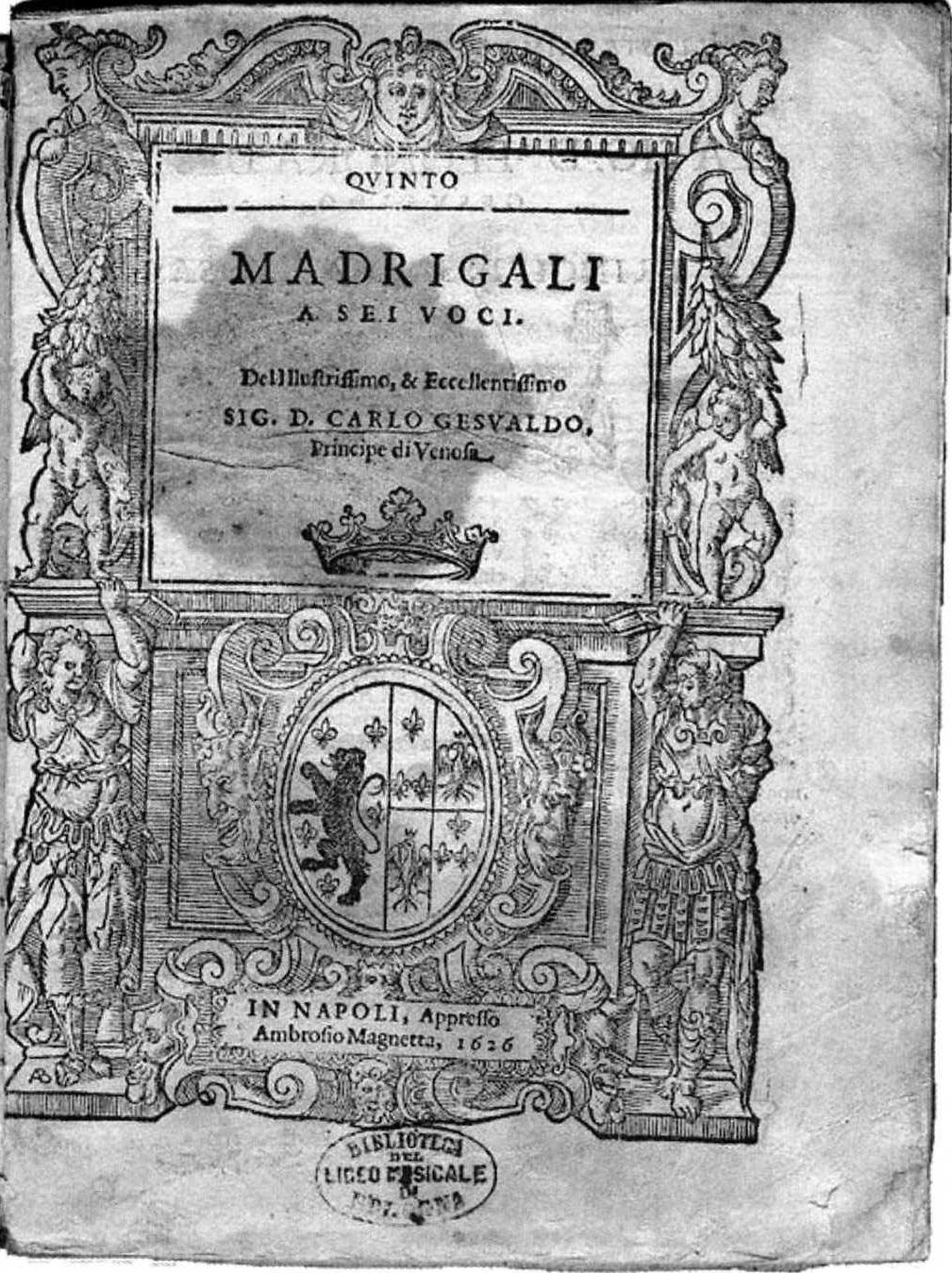
Madrigali a sei voci, édition originale de 1626, frappée aux armes du prince (Gesualdo) et de son épouse (Este).

Au XIVe siècle en Italie, comme dans les autres arts, il y a un essor de l'activité musicale.
Bien que les musicologues assimilent généralement la musique du XIIIe siècle avec la fin du Moyen Âge, celle-ci à plusieurs égards présente des caractéristiques similaires à celles du début de la Renaissance.
Les principales formes sont le madrigal du Trecento, la musique « da caccia » et la ballade. En général, le style musical de l'époque est appelé « ars nova » incluant des compositeurs tels Francesco Landini, Jacopo da Bologna, Paolo da Firenze, Gherardello da Firenze ou encore Lorenzo da Firenze. Cependant, on se sert plutôt du terme parallèle trecento pour désigner la musique créée par ceux-ci.
Du début du XVe au milieu du  XVIe siècle, le centre d'innovation de la musique sacrée se trouve aux Pays-Bas attirant des compositeurs italiens. Beaucoup d'entre eux ont chanté dans le chœur papal à Rome ou dans les chœurs des chapelles de l'aristocratie à Rome, Florence, Milan, Ferrare entre autres, transmettant leur style polyphonique et influençant de nombreux compositeurs autochtones pendant leur séjour à Italie.
Les formes prédominantes de musique d'église à cette époque sont les messes et les motets. Le compositeur le plus connu de musique sacrée en Italie du XVIe siècle est Giovanni Pierluigi da Palestrina, le membre le plus éminent de l'école romaine dont le style polyphonique doux et émotionnellement frais définit le son de la fin du XVIe siècle. D'autres compositeurs italiens de la fin du siècle se sont concentrés sur le madrigal, composition des principales formes de musique profane de l'époque. Pendant au moins cent ans, ces œuvres profanes pour plusieurs voix ont été distribuées dans toute l'Europe. Certains des principaux compositeurs de madrigaux sont au début de la période Jacques Arcadelt, Cyprien de Rore au milieu du siècle, et vers la fin de cette période Luca Marenzio, Philippe de Monte, Carlo Gesualdo et Claudio Monteverdi.
L'Italie est également un centre d'innovation dans le domaine de la musique instrumentale. Au début du XVIe siècle, l'improvisation au clavier est très appréciée et de nombreux compositeurs de musique pour claviéristes vertueux apparaissent. De nombreux instruments de musique sont inventés ou perfectionnés, comme le violon, dont les premiers modèles ont commencé à être utilisés au milieu du XVIe siècle.
À la fin XVIe siècle, l'Italie est le centre musical de l'Europe. Au cours des dernières décennies du siècle, les innovations de la transition vers la musique baroque sont principalement originaires du nord de l'Italie. À Venise, le style polychoral vénitien produit par l'école vénitienne de musique, et sa musique instrumentale associée, ont été copiés en Allemagne. À Florence, la camerata florentine a développé la monodie, précurseur de l'opéra, qui est apparu vers 1600.
L'avant-garde maniériste de l'école de Ferrare, qui a émigré à Naples à travers la musique de Carlo Gesualdo, serait la dernière étape de la musique vocale polyphonique de la Renaissance.

## Spécificités de la perspective linéaire en Italie
L'invention de la perspective linéaire exacte demeure une des grandes découvertes picturales de la Renaissance italienne entre le XIVe et le XVe siècle. Les Flamands, dont Van Eyck, représentent la vérité dans le rendu du spectacle détaillé de la nature et du cadre intime de la vie humaine, alors que les Italiens se caractérisent par un travail de mise au point spatiale du cadre dans lequel se situent les figures de l'action. L'image picturale italienne vise à être une imitation du monde extérieur ; le panneau sur bois et la fresque cherchent à être une « fenêtre ouverte » sur le spectacle présenté. La surface peine en tant que telle s'annule pour ne plus être qu'un plan invisible. Le talent du peintre se caractérise par sa capacité de créer une image « ressemblante » du monde. Ce qui distingue l'esprit italien de l'esprit flamand tient dans une large mesure à la « rigueur mathématique » plus grande avec laquelle l'espace de l'image se construit. On parle d’ailleurs de Renaissance géométrique pour désigner à Urbino la place prépondérante qu’occupera la perspective dans cette petite cité à l'est de Florence sur le littoral adriatique. André Chastel parlera même de Renaissance mathématique concernant la Renaissance à Urbino. Et quand Van Eyck construit des « espaces picturaux » à multiples points de vue, Brunelleschi met au point à Florence, selon un procédé technique complexe, une image de la place du Dôme de Florence tout entière organisée en fonction d'un point de fuite unique.
Le Quattrocento italien invente un type tout à fait particulier de représentation spatiale, que l'on appelle souvent « albertien », car dans le De Pictura, Alberti décrit une technique complexe pour construire un espace satisfaisant, qui s'appuie sur un point de fuite unique, projection sur la surface de l'œil du spectateur, situé au centre de l'image. La perspective se fonde sur des conditions « humaines » de la vision pour construire une image supposée vraie du monde, à l'inverse des systèmes de représentation antérieurs fondés sur une hiérarchie « morale » des dimensions. La Renaissance affirme implicitement la capacité de l'esprit humain à comprendre er à connaitre la « nature des choses ».

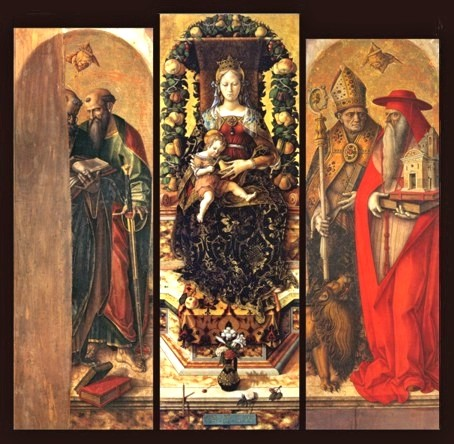
Carlo Crivelli, Polyptyque de la cathédrale de Camerino.

Dans ce système perspectif, l'homme italien n'exclut pas Dieu du monde. L'image « symbolise » le nouveau rapport vécu qui s'instaure lentement entre l'homme et lui-même, l'homme et le monde. Par exemple, entre le XIVe et le XVe siècle, la peinture joue un rôle important dans l'observation de la nature, mais elle donne à ces représentations une ampleur et un esprit nouveau : une idée plus « scientifique », plus exacte de la nature et de ses objets émerge peu à peu. La mesure mathématique de « l'espace » est contemporaine des progrès considérables dans la mesure rigoureuse du « temps » : l'homme italien se livre à un repérage e son cadre naturel, et l'approche en est régénérée. L'espace géographique est aussi renouvelé au travers du progrès considérable de la cartographie.
La perspective contribue à l'efficacité du récit car elle donne une « vraisemblance » plus grande aux figures, elle les rend aussi plus frappantes. En rabaissant le point de fuite, le peintre, par exemple, fait surgir les personnages dans une monumentalité impressionnante. Giovanni Bellini l'utilise ainsi pour ses Vierges trônantes ; Crivelli, qui par ailleurs continue à utiliser l'espace emblématique du fond d'or pour ses polyptyques, dispose au sommet de sa construction une Pietà dont l'impact dévotionnel est renforcé par le point de vue obligé d'où on la regarde.